# Monte blanco del delta inferior del río Paraná

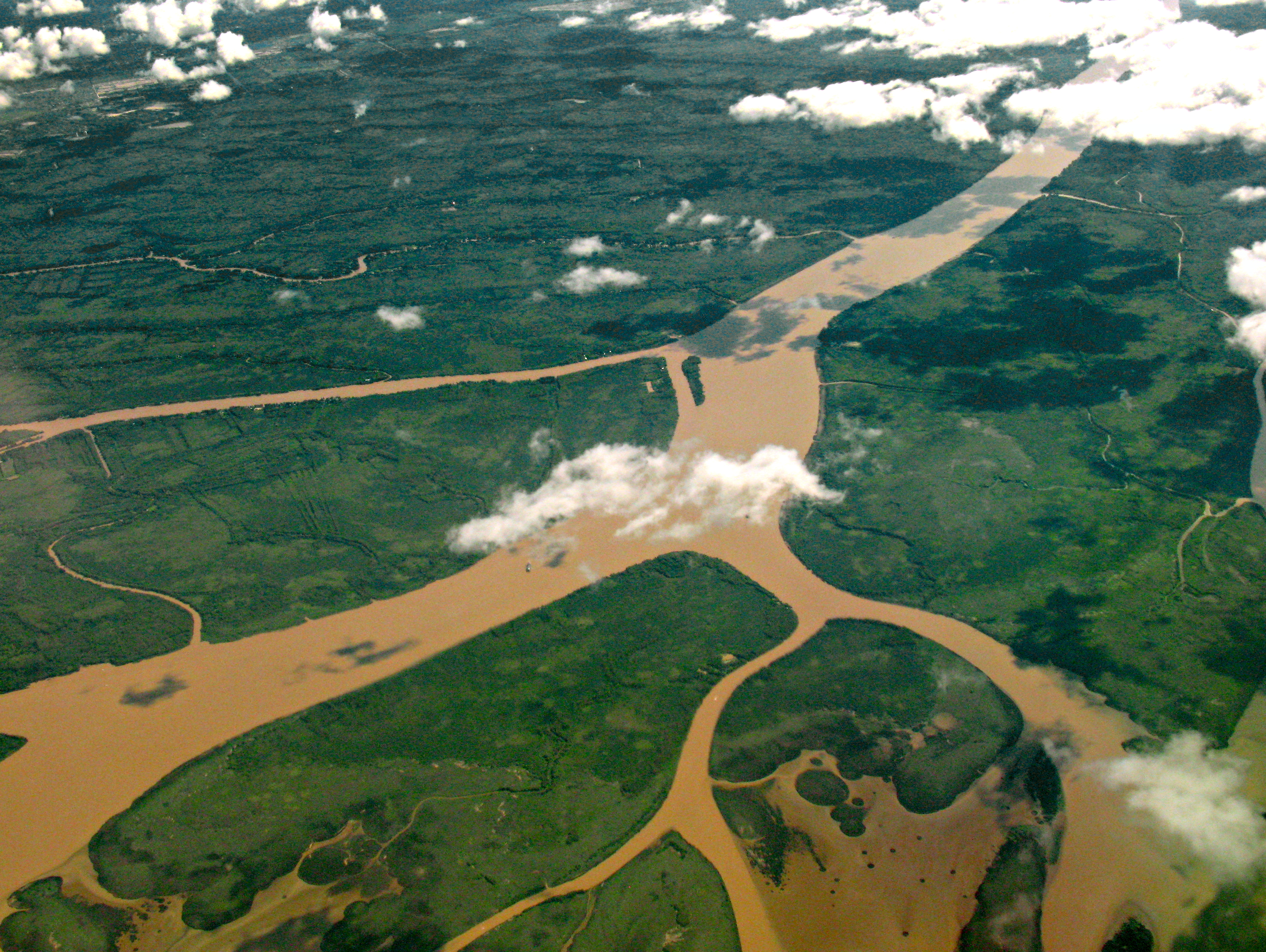
Delta del Paraná en la desembocadura del río Paraná de las Palmas en el Río de la Plata.

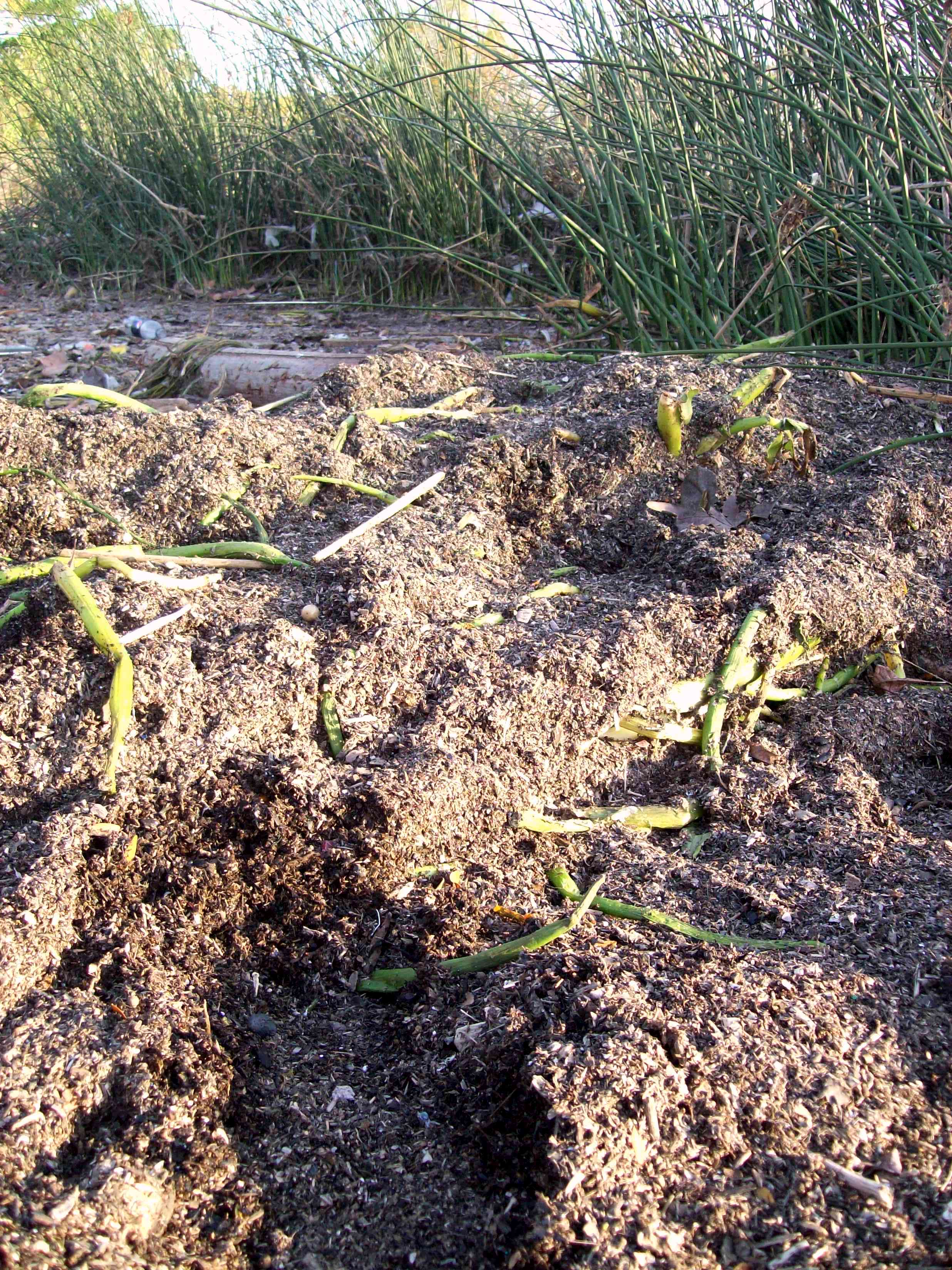
Resaca de río. Este tipo de medio orgánico flotante, resultado de la desintegración de materiales vegetales, es depositado sobre los márgenes de las islas por las aguas del bajo río Paraná y del Río de la Plata; este material resulta clave para la formación de los albardones ribereños, origen de la hidrosere que culminará en el monte blanco.

El monte blanco, bosque ribereño del Bajo Delta o selva en galería del Río de la Plata, es un ecosistema selvático característico del delta inferior del río Paraná, en el centro-este de la Argentina. Es un bosque en galería sobre las costas del Río de la Plata, que abarca desde las islas al norte del río Paraná Guazú en la Provincia de Entre Ríos hasta la bahía de Samborombón en la Provincia de Buenos Aires.
Es la formación forestal natural de tipo subtropical más austral del planeta. Cuenta con una biocenosis de alta diversidad, particularmente de especies vegetales y animales de origen tropical y subtropical, muchas de las cuales alcanzan allí su límite austral de distribución.
Se ubica en una de las primeras zonas colonizadas por los europeos y en la zona más densamente urbanizada de Argentina, por lo cual apenas quedan relictos de las formaciones forestales originarias de la zona. Los vestigios remanentes se encuentran muy degradados, y están principalmente ubicados en áreas protegidas o semiprotegidas como las de la selva marginal de Punta Lara, el Parque Costero del Sur, el parque nacional Ciervo de los Pantanos y la isla Martín García.
En las tierras que anteriormente ocupaba el monte blanco hoy se asientan forestaciones madereras, urbanizaciones y bosques secundarios dominados por especies exóticas.

## Denominación
La denominación regional de “monte blanco” fue revalorizada por los botánicos que estudiaron la flora deltaica. El vocablo “monte” es el término usual en la Argentina y el Uruguay para referirse a un bosque denso, o matorral leñoso. Sobre el calificativo de “blanco”, se ha postulado que se origina en dos posibles hechos: que la madera de sus especies arbóreas es generalmente muy clara, o que la floración de la mayor parte de dichas especies es de color blanco. Aguas arriba del delta, en el Paraná medio, el término “monte blanco” se reserva para la primera fase de la sucesión ecológica, en la cual dominan el sauce y el aliso, otorgándole nominalmente a la comunidad climáxica local un apelativo cromáticamente opuesto: el “monte negro”.
Otros nombres son: «selva en galería déltico uruguayense», «selva marginal subclimáxica», «selva subtropical subclimáxica en galería», «parte austral de la selva en galería uruguayense», etc.

## Ubicación
Esta comunidad biológica se distribuye en el sector inferior del delta del río Paraná, en la región en la que dicho cuerpo deltaico se abre en forma de abanico acompañando a la subdivisión en múltiples brazos del Paraná, justo antes de volcar sus aguas en otro gran curso fluvial: el Río de la Plata. Esta particular característica hace que este sea un delta completamente de agua dulce, a diferencia de muchos de los grandes deltas del mundo en que el tramo final posee características estuariales al desembocar en el mar. El Río de la Plata superior jamás sufre de intrusiones de aguas salobres por más pequeñas que estas puedan ser, ni aun en las grandes sudestadas. Esto redunda en que el bajo delta tenga las condiciones adecuadas para ser un hábitat de flora y fauna subtropical en latitudes templadas.
Jurisdiccionalmente, el monte blanco se divide en un sector septentrional (en las islas al norte del río Paraná Guazú) —el cual pertenece a la provincia de Entre Ríos— y un sector austral (en las islas al sur del citado río) —el cual pertenece a la provincia de Buenos Aires—.
También antaño presentaba monte blanco, en algunos sectores favorables, la ribera bonaerense del Río de la Plata superior, bordeando los tramos finales (rodeados por áreas inundables) de los cursos fluviales que en el Plata desembocan.
En donde la barranca caía a pique sobre las aguas, el bosque del subdistrito fitogeográfico del tala formaba una pared forestal, y sólo algunas especies del monte blanco lo contorneaban junto al río. Asimismo, la parte central (no inundable) de la isla Martín García está rodeada por un anillo de selvas de monte blanco, el cual presenta algunas diferencias con el que se encuentra en el delta. De igual modo, presentan monte blanco las islas entrerrianas del bajo río Uruguay, y algunas islas uruguayas del Río de la Plata superior.
En el delta, el monte blanco cubre desde las islas del frente paranaense sobre el Río de la Plata hasta aguas arriba de Zárate por el lado bonaerense y hasta Puerto Constanza por el lado entrerriano. Cubriendo todos los albardones del delta inferior y algunos comienzos en el delta medio. De allí hacia el noroeste las sudestadas del Plata no inciden positivamente sobre los albardones, y en cambio las crecientes del Paraná se mantienen un tiempo lo suficientemente prolongado sobre los mismos para dañar la mayoría de las especies más delicadas, muchas de las cuales recién volverán a aparecer en islas del noroeste de Entre Ríos, en pleno Paraná medio.

## Características geomorfológicas

### Relieve
El monte blanco se presenta en el tramo final de islas del bajo río Paraná, específicamente en las del sector geográfico denominado “delta inferior”. Estos territorios fluvio-insulares presentan una estructura típica, la cual consiste en una forma de plato o “palangana” cóncava, la cual está compuesta por dos zonas muy distintas:

#### El pantano central
El pantano central es una enorme área deprimida con bañados, esteros y/o lagunas (ambientes de zonas bajas), que poseen el suelo casi todo el año encharcado o inundado, se cubren de agua con las mareas altas o suaves sudestadas. Este ambiente está dominado por altas herbáceas cundidoras, salpicado con algunos arbustos y, en islas antiguas no afectadas por el fuego o la tala, un bosque abierto de enormes ceibos, expresión máxima de este ecosistema. Se encuentra vegetación netamente acuática en algunas lagunas que también se ubican en este sector. La altura del pantano central comprende desde algunos centímetros menos que el nivel medio de los ríos hasta unos 50 cm. La zona deprimida central representa aproximadamente el 80 % de la superficie total de las islas.

#### Los albardones
Los albardones constituyen los bordes de la “palangana”, siendo las porciones más altas del gradiente topográfico insular. Se sitúan en las primeras decenas de metros inmediatamente después de los ríos y arroyos. Si bien estos son los terrenos naturalmente más elevados de las islas del delta inferior, apenas suelen estar entre 50 y 200 cm por sobre la altura habitual de las aguas. La zona de albardones representa aproximadamente el 20 % de la superficie total de las islas. Estos largos cordones ribereños sobreelevados presentaban originalmente una densa selva de monte blanco, que se hacía más rica y compleja en los albardones de mayor altura y antigüedad que bordean los ríos más importantes. Entre los albardones y el sector interior deprimido de las islas, se encuentra una franja intermedia, de anchura variable, que localmente es denominada “medioalbardón” o medialoma.
También es posible encontrar, al interior del pantano, albardones “fósiles” como resabios de antiguos brazos o canales que cambiaron de curso o terminaron cegados por la acumulación de plantas acuáticas y restos flotantes. Allí se hace presente una biota similar a la de los albardones costeros.
Cada cientos de metros los albardones son cortados por canales laterales o internos (activos e inactivos), formados naturalmente al buscar pendiente el agua endicada en el pantano central. Por allí ingresan rápidamente en las mareas las aguas hacia el pantano y por allí el mismo las desagua. Estos canales presentan aguas de color té o ambarino, mucho más transparentes que las de los ríos y arroyos.

### Características edáficas
Geológicamente, los rellenos modernos en el delta son exclusivamente capas de la «formación Samborombón», de origen holocénico.
Edáficamente el suelo del monte blanco se clasifica entre los suelos de llanura baja, y de ellos, es el definido prácticamente por las capas de aluviones superpuestas. Está integrado por lo general con una mezcla de limo arcilloso (pardo, muy fino) y arena muy fina. Son fértiles, pero también compactados, pobres en calcio y mal aireados. En pocos lugares es francamente arenoso. Obviamente, están totalmente ausentes cualquier tipo de piedra, roca o canto rodado.
En cuanto a su acidez, los suelos del albardón son ácidos, entre 5 y 6 de pH. Curiosamente, las aguas de los arroyos y ríos es alcalina: de 7,4 a 7,6 de pH. Las pequeñas zanjas de aguas estancadas que discurren entre la hojarasca de la selva son algo ácidas: 6,6 de pH.
El del medioalbardón o medialoma adquiere caracteres de gley húmico. Ya fuera del área cubierta con monte blanco, en la depresión central insular, la acumulación de gran cantidad de restos vegetales en descomposición anaeróbica genera suelos semipantanos, negros y anegados con hasta 1 metro de espesor de materia orgánica parcialmente descompuesta, recostada bruscamente sobre un horizonte mineral gris azulado del grey. Los materiales litológicos que dieron origen a estos suelos, son limos fluviales y fluviolacustres de color pardo.
Los sedimentos acarreados por el agua determinan la formación de elementos tales como bancos e islas. Cada año son transportados hasta el Río de la Plata unos 160 millones de toneladas de sedimentos. Esta carga está compuesta por: limo —el 56 %— (90 millones ton/año), arcilla —el 28 %— (45 millones ton/año), y arena —el 16 %— (25 millones ton/año). De toda la carga, el 90 % viaja en suspensión (145 millones ton/año). El material suspendido está integrado por la totalidad de las arcillas y limos que llegan al Plata, más 10 millones ton/año de la arena más fina. Mediante carga de fondo también son transportados 15 millones ton/año de arena más gruesa. En el sector del Río de la Plata que enfrenta al delta inferior se deposita toda la arena transportada (los 25 millones ton/año) y una porción de los limos. La mitad de los sedimentos que componen el suelo del delta inferior proviene de las montañas del noroeste argentino y sur de Bolivia, que son transportados por el río Bermejo; un 25 % restante se origina en Bolivia y llega por el río Pilcomayo; finalmente, el remanente se reparte entre el resto de los afluentes del Paraná. El río Uruguay no trae carga sedimentaria relevante.
Estas son las bases de los suelos de los albardones, a las que se agrega la tierra orgánica producida por la acumulación de detritus, hojas y ramas de la vegetación acuática, de la terrestre transportada por las aguas, y la que va generando el mismo monte blanco. Este perfil de mayor riqueza es el que se encuentra en los primeros centímetros desde la superficie.

## Hidrología
El régimen hidrológico que caracteriza al delta inferior se ve influenciado por un gradiente ligado al eje oeste-este (eje fluvial-mareal). Hacia el oeste el factor río Paraná va en aumento a la par que el del Río de la Plata disminuye, mientras que hacia el este ocurre lo inverso.
En sistemas de este tipo, desarrollados sobre un río-planicie aluvial de inundación, el pulso de inundación suele ser el principal factor o fuerza conductora y condicionadora del paisaje, responsable de la existencia, productividad e interacciones de la biota presente, tratándose los mismos como “pulsos de energía y materia” o “pulsos hidrosedimentológicos”. Los eventos periódicos de inundaciones de magnitud actúan como agentes de selección dentro del ecosistema.
Dos son los tipos de inundación que ejercen influencia sobre el monte blanco.

### Inundación por crecida del río Paraná o Uruguay
Este tipo de evento ocurre cada muchos años, dándose el pulso de crecidas importantes a razón de una por década. La construcción de las grandes represas en el río Paraná superior (Yaciretá, e Itaipú) sumadas a la enorme cantidad erigidas en ríos de su alta cuenca, han provocado una mitigación del ritmo de crecidas que arriban al bajo Paraná, aunque continúa sin cambios las provenientes de los ríos chaqueños y, en especial, las originadas en el Pantanal y la cuenca del río Paraguay. Con respecto al río Uruguay, la represa de Salto Grande ha hecho lo propio.
Este tipo de inundación es llamada localmente “creciente” y es, de los dos tipos, el que más daños puede producir en las especies del monte blanco, especialmente en los casos de los eventos de índole catastrófica, como los ocurridos por eventos de “El Niño” en junio de 1905 (en el cual las aguas llegaron al récord histórico de 621 centímetros sobre el nivel normal) y la gigantesca inundación de fines del año 1982 hasta el otoño de 1983, la cual mantuvo las aguas altas por más de un año.
Crecidas como esas pueden matar los ejemplares de especies menos resistentes a las inundaciones prolongadas (de varios meses). Como contraparte, también es la que origina cambios radicales en su biota, pues tanto plantas como animales que habitan a 1000 o 2000 kilómetros aguas arriba, son arrancados de los lugares donde vivían y trasladados a la fuerza en improvisadas “balsas” vegetales (los camalotales y embalsados) hasta el bajo delta y las costas del Plata. Muchas de estas especies no lograrán adaptarse, y al poco tiempo desaparecen del monte blanco. En otros casos, encuentran el nuevo hábitat adecuado para su subsistencia y forman poblaciones de distribución extrema.

### Inundación por crecida del Río de la Plata, fruto de “sudestadas”
Las islas del bajo delta se clasifican entre los denominados “sistemas
dulceacuícolas sometidos a mareas”. Las mareas lunares del Río de la Plata sólo suelen incidir sobre el sector deprimido central, sin alcanzar generalmente el suelo del monte blanco; a este lo logra cubrir sólo si se combina con viento del sudeste, denominado localmente “sudestada”, generando así mareas eólicas con alturas mayormente de alrededor de 1 metro, aunque pueden superar los 3 m durante sudestadas con vientos fuertes y sostenidos durante varios días.
Son, por lo tanto, las inundaciones generadas por sudestadas las más habituales en el monte blanco, dándose un pulso de crecida a razón de una o dos cada mes. Presentan un amplio rango de variación en cuanto a su duración y magnitud, siendo las más destacadas las que ocurren en primavera, aunque pueden presentarse en cualquier semana del año. Ocurren cuando el viento del sudeste sopla con fuerza durante muchas horas o días. Por esta causa, empuja hacia el noroeste las aguas del Río de la Plata e impide descargar las que transporta el Paraná, lo que termina haciendo crecer todos los ríos, arroyos y riachos del delta inferior. La vegetación del monte blanco está perfectamente adaptada, no sufriendo ningún tipo de daño, quedando la selva inundada generalmente por algunas horas y, más raramente, durante varios días, con un nivel de agua que va desde pocos centímetros hasta algunos metros en las mayores. Las sudestadas actúan como aportes extras de las precipitaciones y, al saturar todo el perfil edáfico, mantiene el subsuelo con agua dulce siempre disponible para las raíces de las leñosas. Suele ocurrir que una crecida prolongada del río Paraná sufra eventos de sudestada en la zona del delta inferior; en esos casos el daño se potencia.

## Clima
| Parámetros climáticos promedio de Buenos Aires (1961–1990) | Parámetros climáticos promedio de Buenos Aires (1961–1990) | Parámetros climáticos promedio de Buenos Aires (1961–1990) | Parámetros climáticos promedio de Buenos Aires (1961–1990) | Parámetros climáticos promedio de Buenos Aires (1961–1990) | Parámetros climáticos promedio de Buenos Aires (1961–1990) | Parámetros climáticos promedio de Buenos Aires (1961–1990) | Parámetros climáticos promedio de Buenos Aires (1961–1990) | Parámetros climáticos promedio de Buenos Aires (1961–1990) | Parámetros climáticos promedio de Buenos Aires (1961–1990) | Parámetros climáticos promedio de Buenos Aires (1961–1990) | Parámetros climáticos promedio de Buenos Aires (1961–1990) | Parámetros climáticos promedio de Buenos Aires (1961–1990) | Parámetros climáticos promedio de Buenos Aires (1961–1990) |
| Mes                                                        | Ene.                                                       | Feb.                                                       | Mar.                                                       | Abr.                                                       | May.                                                       | Jun.                                                       | Jul.                                                       | Ago.                                                       | Sep.                                                       | Oct.                                                       | Nov.                                                       | Dic.                                                       | Anual                                                      |
| ---------------------------------------------------------- | ---------------------------------------------------------- | ---------------------------------------------------------- | ---------------------------------------------------------- | ---------------------------------------------------------- | ---------------------------------------------------------- | ---------------------------------------------------------- | ---------------------------------------------------------- | ---------------------------------------------------------- | ---------------------------------------------------------- | ---------------------------------------------------------- | ---------------------------------------------------------- | ---------------------------------------------------------- | ---------------------------------------------------------- |
| Temp. máx. abs. (°C)                                       | 43.3                                                       | 38.7                                                       | 37.9                                                       | 36.0                                                       | 31.6                                                       | 28.5                                                       | 30.2                                                       | 34.4                                                       | 34.0                                                       | 34.0                                                       | 36.8                                                       | 39.7                                                       | 43.3                                                       |
| Temp. máx. media (°C)                                      | 29.9                                                       | 28.6                                                       | 26.3                                                       | 22.8                                                       | 19.3                                                       | 15.7                                                       | 15.4                                                       | 17.1                                                       | 19.3                                                       | 22.1                                                       | 25.2                                                       | 28.2                                                       | 22.4                                                       |
| Temp. media (°C)                                           | 24.5                                                       | 23.4                                                       | 21.3                                                       | 17.6                                                       | 14.4                                                       | 11.2                                                       | 11.0                                                       | 12.3                                                       | 14.4                                                       | 17.2                                                       | 20.3                                                       | 23.0                                                       | 17.6                                                       |
| Temp. mín. media (°C)                                      | 19.6                                                       | 18.9                                                       | 16.9                                                       | 13.3                                                       | 10.4                                                       | 7.7                                                        | 7.6                                                        | 8.3                                                        | 10.0                                                       | 12.7                                                       | 15.4                                                       | 18.1                                                       | 13.2                                                       |
| Temp. mín. abs. (°C)                                       | 5.9                                                        | 4.2                                                        | 2.8                                                        | −2.3                                                       | −4.0                                                       | −5.3                                                       | −5.4                                                       | −4.0                                                       | −2.4                                                       | −2.0                                                       | 1.6                                                        | 3.7                                                        | −5.4                                                       |
| Precipitación total (mm)                                   | 119.0                                                      | 117.6                                                      | 134.1                                                      | 97.0                                                       | 73.6                                                       | 62.6                                                       | 66.3                                                       | 69.8                                                       | 73.3                                                       | 119.0                                                      | 108.6                                                      | 105.0                                                      | 1145.9                                                     |
| Días de precipitaciones (≥ 1 mm)                           | 9                                                          | 9                                                          | 9                                                          | 9                                                          | 8                                                          | 6                                                          | 7                                                          | 8                                                          | 7                                                          | 10                                                         | 10                                                         | 9                                                          | 101                                                        |
| Horas de sol                                               | 270                                                        | 241                                                        | 189                                                        | 176                                                        | 174                                                        | 132                                                        | 143                                                        | 174                                                        | 189                                                        | 217                                                        | 252                                                        | 267                                                        | 2424                                                       |
| Humedad relativa (%)                                       | 65                                                         | 70                                                         | 72                                                         | 77                                                         | 76                                                         | 79                                                         | 79                                                         | 74                                                         | 71                                                         | 69                                                         | 68                                                         | 64                                                         | 72.0                                                       |
| Fuente n.º 1: Servicio Meteorológico Nacional              |                                                            |                                                            |                                                            |                                                            |                                                            |                                                            |                                                            |                                                            |                                                            |                                                            |                                                            |                                                            |                                                            |
| Fuente n.º 2: The Weather Network                          |                                                            |                                                            |                                                            |                                                            |                                                            |                                                            |                                                            |                                                            |                                                            |                                                            |                                                            |                                                            |                                                            |

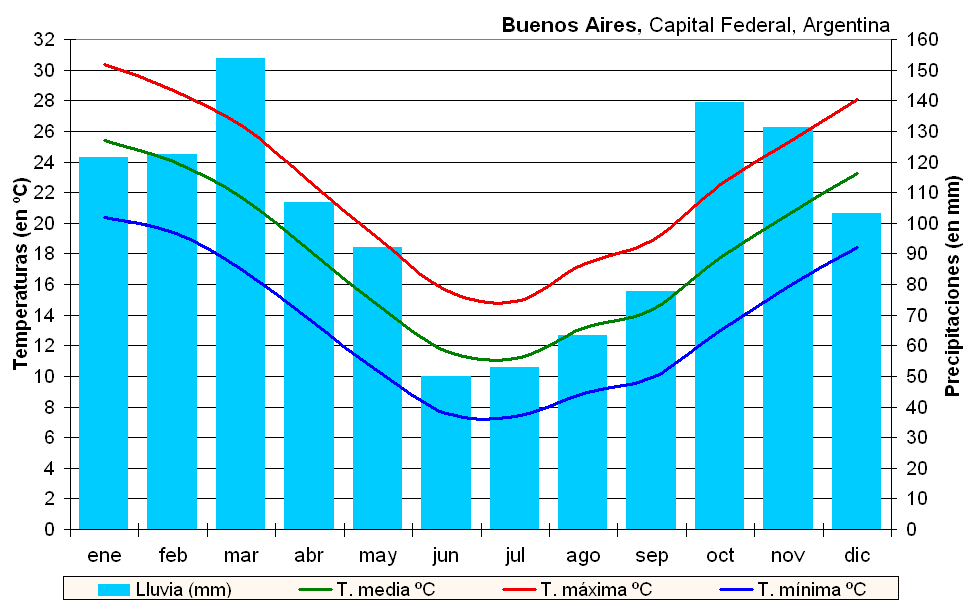
Climograma de Buenos Aires, aplicable para el del monte blanco.

La peculiar diversidad biológica del monte blanco, mayormente de prosapia megatérmica, en parte se ve respaldada por las características climáticas subtropicales de la región.
El clima del área es subtropical marítimo, gracias a la acción morigeradora del gran río con aguas provenientes de latitudes intertropicales.

### Características térmicas
La temperatura media para el periodo 1981-1990 fue de 16,7 °C en el área continental. Registros térmicos en el mismo delta arrojan temperaturas medias superiores: 17,4 °C. En invierno suelen presentarse suaves heladas. La influencia de la abundancia de cuerpos de agua, arroyos y ríos provoca un incremento de las temperaturas mínimas, así como también una disminución relativa del rango de temperaturas diarias, de la frecuencia de heladas y de las temperaturas máximas.

### Características pluviométricas
La precipitación anual promedio durante el periodo 1981-1990 fue de 1073 mm, estando repartida especialmente entre los meses cálidos.

### Características atmosféricas
La humedad relativa para el periodo 1981-1990 fue del 76 %. La influencia de la abundancia de cuerpos de agua, arroyos y ríos provoca un incremento de la presión de vapor. La elevada humedad absoluta impide una rápida desecación del suelo luego de las lluvias o sudestadas, lo que redunda en un mejor aprovechamiento del recurso hídrico por parte de los componentes florísticos de la selva.

## Biodiversidad del monte blanco

### Las selvas en galería rioplatenses
Siempre que térmicamente se posee un adecuado régimen para sostener selvas (más no sea que sólo cubra microambientes), si las precipitaciones no son considerables (mayores a 1500 mm), o cuando, sin ser considerables, tampoco se concentra una buena pluviosidad durante por lo menos la temporada cálida, la selva sólo logra sobrevivir en las riberas de los ríos de aguas no salobres, dándose por tanto la conformación de un tipo selvático particular, haciéndose presente sólo en pocas decenas o cientos de metros de los cursos fluviales. Este especial tipo de manifestación selvática es denominada «selva en galería», «selva fluvial» o «selva riparia», mientras que en el sur del Brasil se las llama «matas ciliares». El monte blanco es un bioma particular dentro de este tipo de ecosistema selvático, destacando por ser la selva subtropical más austral de América.
El nombre de selva en galería se debe a que en los cauces más pequeños, y en los canales entre las islas, esta foresta produce “túneles” o galerías de vegetación que entrelazan las ramas de los árboles de ambas orillas.
Cabrera define al monte blanco como una selva marginal o selva en galería subclimáxica o el clímax edáfico, correspondiendo a la parte austral de la «galería Uruguayense». Tiene un carácter subclimáxico porque las mismas están determinadas por el ambiente microclimático fluvial, por ello no pueden evolucionar hacia la selva clímax estricta.

### Origen de su biota
La casi totalidad de las especies que habitan en la selva del monte blanco originalmente han arribado al mismo desde poblaciones situadas más al norte, empleando dos modos de conquista.
Mediante “grandes saltos”
Ocurren durante eventos de crecidas importantes del río Paraná (y en menor medida del río Uruguay), gracias a las cuales se transporta sobre masas de plantas acuáticas elencos casi completos de biota de islas del Paraná medio y humedales y selvas del chaco húmedo. Han empleado este método de transporte fundamentalmente elementos faunísticos, especialmente roedores, anfibios, reptiles e invertebrados.
Mediante la prolongación de su geonemia gracias a la continuidad del hábitat selvático
Entre los que más se beneficiaron con este método se encuentran los vegetales y las aves.
Si bien los grandes ríos Paraná y Uruguay —en sus tramos medios— atraviesan áreas de pluviosidad reducida, logran dar a sus márgenes e islas la humedad que no les brindan los acumulados pluviométricos locales, generando microambientes aptos para que continúe aguas abajo la vegetación selvática desde las norteñas selvas paranaenses, desarrollando así franjas selváticas rodeadas de zonas climática o edafológicamente inaptas u hostiles para dicha vegetación. Muchas plantas y animales aprovechan y contribuyen a formar estas franjas o cejas de selva a ambos lados de los cauces para habitar en ellas o trasladarse a nuevas áreas más australes.
Las especies que llegaron de este modo al monte blanco poseen dos fuentes de origen.
Desde las selvas en galería del río Paraná medio y del río Paraguay
Este origen es minoritario pues en el tramo final del Paraná medio y en las secciones media y superior del delta del Paraná las condiciones morfológicas impiden que se conecten las selvas septentrionales del Paraná medio con las del monte blanco.
Desde las selvas en galería que bordean cursos fluviales de la selva paranaense o misionera
Este origen es el mayoritario, y las vías de acceso empleadas son las galerías del río Uruguay, las que originalmente no se interrumpían durante los 800 km que separan las selvas climáxicas más australes en el extremo noreste de la provincia de Corrientes, y las islas del delta inferior.
La acción humana ha causado numerosas brechas en esta ruta, por lo que el flujo biótico y genético por la misma se vio alterado. Curiosamente, si bien el monte blanco se encuentra en su casi totalidad en islas pertenecientes al río Paraná, su fitocenosis corresponde a la galería selvática del río Uruguay.

### Ubicación biogeográfica
Desde el punto de vista biogeográfico, la región está considerada una intrusión subtropical dentro de una zona templada, lo que produce un perfil biótico característico y diferenciado.
Esta selva marginal pertenecen a la ecorregión terrestre Delta e islas del río Paraná, la cual se incluye entre las praderas y sabanas inundadas del neotrópico de la ecozona Neotropical.

### Caracterización fitogeográfica
Desde el punto de vista fitogeográfico, esta selva marginal pertenece al distrito fitogeográfico de las selvas mixtas de la provincia fitogeográfica paranaense, estando rodeada por distritos de otras provincias fitogeográficas.

## Flora

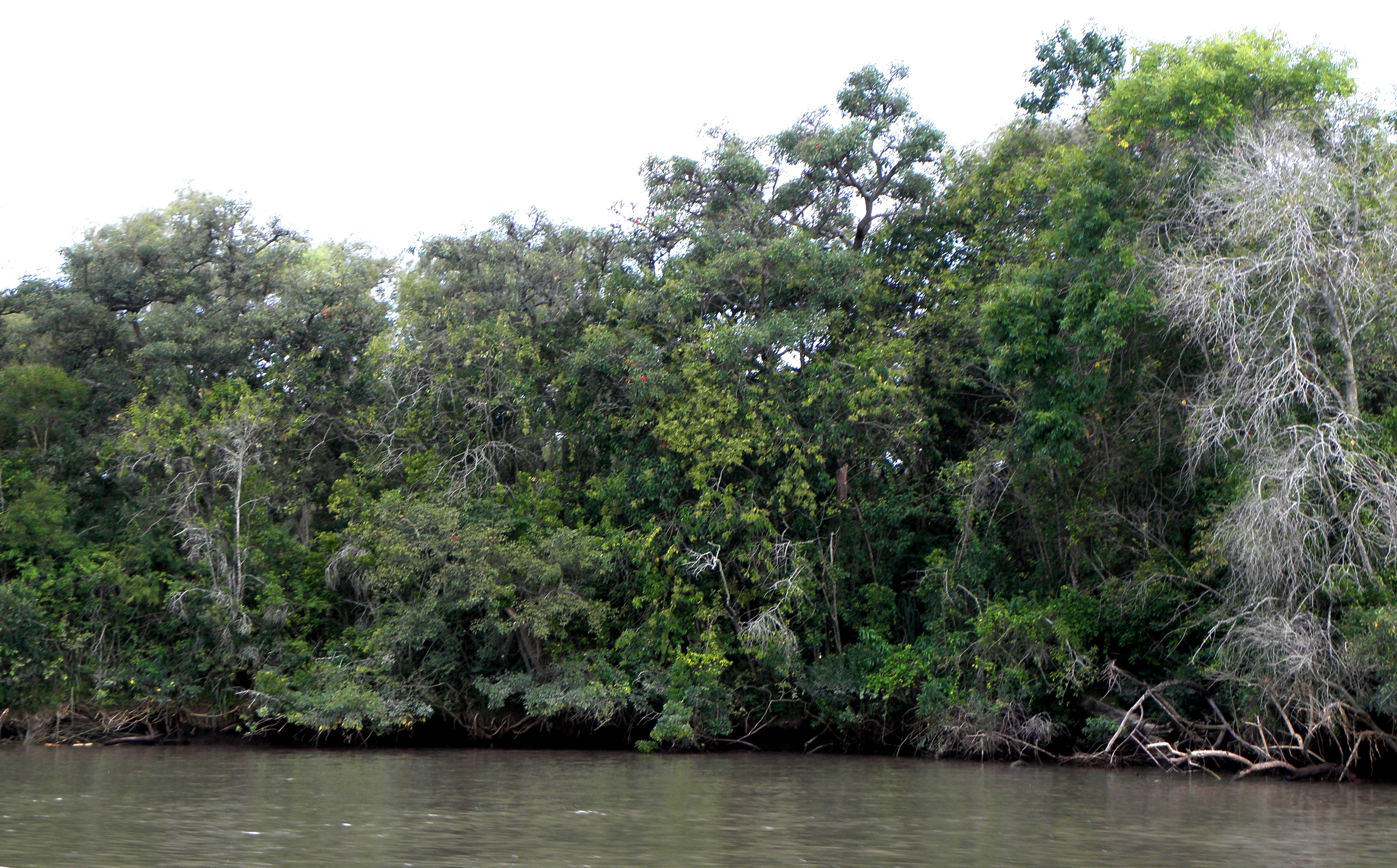
Vegetación de monte blanco, alterado e invadido por especies exóticas, sobre el canal gobernador de la Serna, en el delta del Paraná, Buenos Aires, centro-este de la Argentina.

En el delta inferior en su conjunto habitan unas 632 especies de plantas superiores, de las cuales el 16,14 % son de origen exótico (102 especies).
La selva posee un estrato arbóreo que, según los autores promedia desde unos 8 hasta unos 12 a 15 metros de altura; bajo él se encuentra un estrato arbustivo, otro herbáceo y otro muscinal, anudados todos por un estrato escandente, y por sobre muchos de ellos, un estrato epifítico.
El monte blanco prácticamente carece de endemismos, y la causa radica en que al ser un ecosistema dulceacuícola, es de presencia moderna en la zona, pues hace pocos miles de años la última ingresión marina transformó las aguas de la zona en semisalobres, similares a las que se encuentran en la bahía de Samborombón, pudiendo conquistar la región todas sus actuales especies sólo luego de que las aguas dulces se lograran imponer.

El monte blanco es una verdadera selva, si bien de baja altura, posee compleja estructura, densa estratificación, con numerosas especies leñosas entremezcladas, con predominio de especies latifoliadas perennifolias del tipo del laurel y del mirto, reforzada por el origen subtropical de todos sus elementos y la presencia de abundantes lianas y epífitas fanerógamas. El aspecto estacional varía muy poco. En el interior selvático la luz escasea pues la canopia arbórea oculta todo el año al sol, lo que mantiene altos los niveles de humedad del suelo y de la atmósfera a la vez que el viento se ralentiza, favoreciendo de este modo el desarrollo de hierbas delicadas.

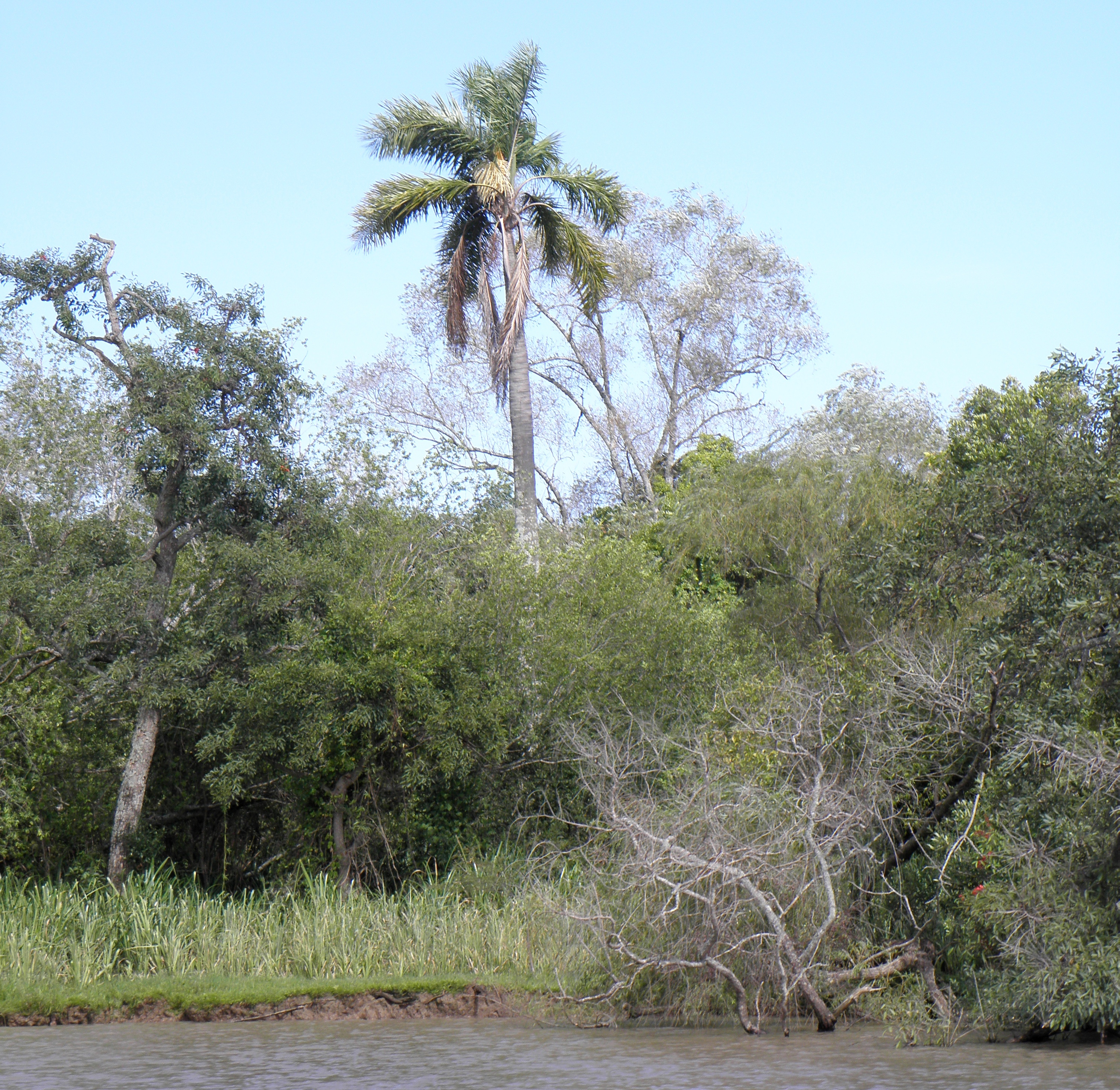
Vegetación relictual de monte blanco con escasa alteración y parcialmente invadido por especies exóticas, sobre el río Paraná Miní, en el delta del Paraná, Buenos Aires, centro-este de la Argentina. En el centro de la imagen, una palmera pindó (Syagrus romanzoffiana).

### Desarrollo de los albardones hasta llegar al monte blanco

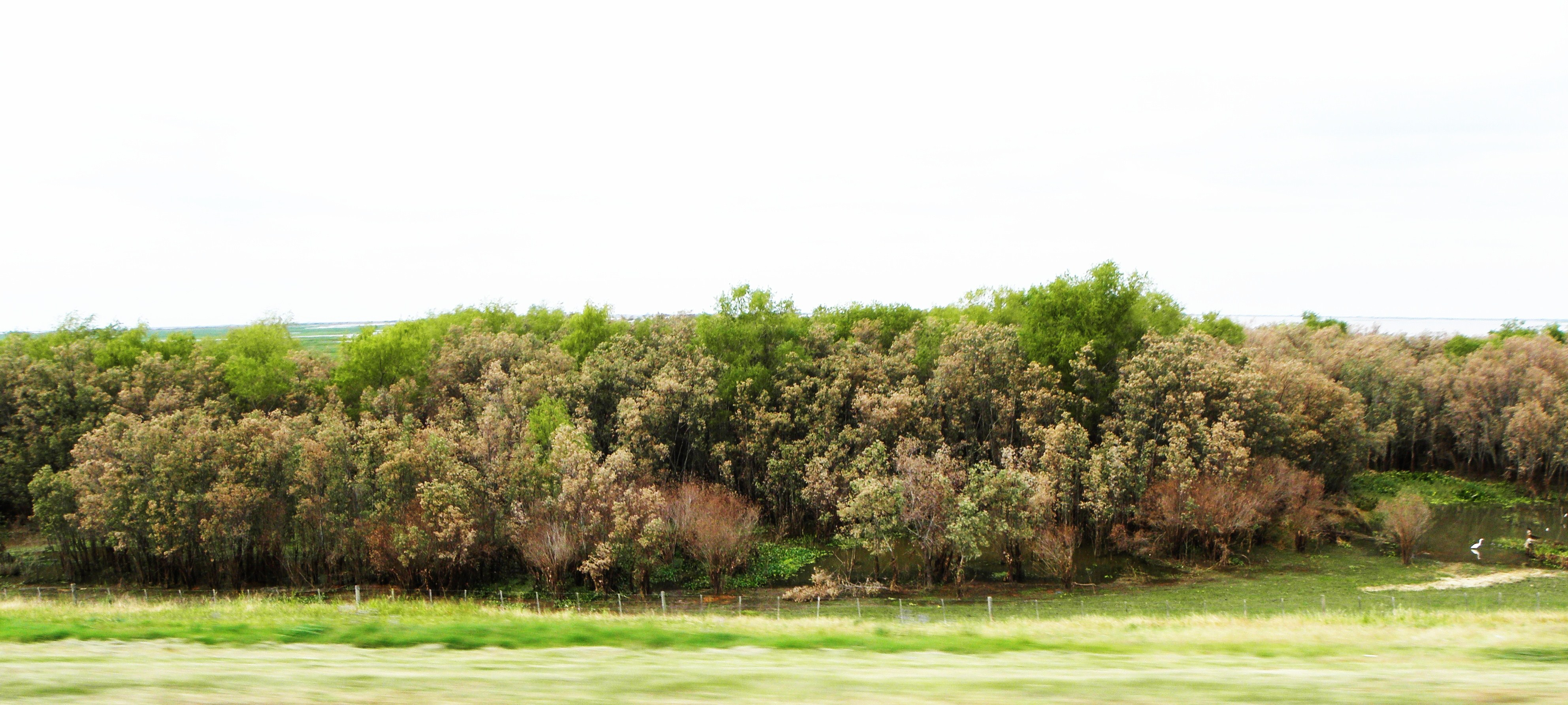
Bosque mixto de sauce criollo o colorado (Salix humboldtiana) y aliso de río (Tessaria integrifolia). Es muy característico del delta medio y superior. Ya en el delta inferior, esta comunidad sólo conforma una de las etapas intermedias del encadenamiento de sucesiones vegetales que integran la hidrosere riparia de esa región, evolucionando esta foresta hacia el monte blanco.

Hidrosere riparia del delta inferior
El monte blanco es la etapa final y culminante de las distintas sucesiones vegetales que integran un hidrosere, pero distintas a las hidroseres del tipo lacustre característicos del Hemisferio norte, pues estas son hidroseres riparias.
Originalmente las islas se forman sobre un banco de arena o lodo, el cual es consolidado por los vigorosos juncos (Schoenoplectus californicus), verdaderos constructores de islas. Posee rizomas cundidores que brotan desde el fango limoso generando prontamente densas comunidades puras con sus tallos subáfilos de entre uno y dos metros de altura, tan juntos unos de otros que contribuyen poderosamente en detener las aguas turbias las que precipitan los limos en suspensión, haciendo que las protoislas comiencen a elevarse. Posteriormente, los restos de ramas, hojas, o vegetación flotante son retenidos ya en los bordes de las neoislas, por lo que allí en la periferia se van acumulando y, lentamente, comienzan a forman un protoalbardón, el cual rápidamente es conquistado por los sarandíes blanco y colorado y otras especies arbustivas. Al mismo tiempo, el interior de las islas también se eleva, ya que la cada vez más densa e intrincada vegetación hidrófila va reteniendo y acumulando los sedimentos arrastrados por las aguas. En los sectores más bajos las aguas sufren menos los embates del río, posibilitando de este modo un cambio de la composición de la vegetación palustre, relegándose el omnipresente juncal y pasando a dominar cataizales de Polygonum acuminatum y Polygonum stelligerum, canutillares (Paspalum repens), pehuajozales de Thalia geniculata y Thalia multiflora, pirizales (Cyperus giganteus), totorales de Typha domingensis y Typha latifolia, espadañales de Zizaniopsis bonariensis y, finalmente, la cortante paja brava (Scirpus giganteus).
Los albardones siguen ganando altura y los arbustales ribereños van quedando relegados al sector más externo, apenas separados del río por una franja de juncales, mientras que el sector más interno y elevado del albardón comienza a ser colonizado por especies arbóreas: primero el ceibo rioplatense (Erythrina crista-galli var. crista-galli) y el curupí (Sapium haematospermum), luego dos especies pioneras que resultarán claves en la conformación de una matriz forestal para las especies de la selva, el sauce criollo o colorado (Salix humboldtiana) y el aliso del río (Tessaria integrifolia). Ambas especies son de crecimiento muy rápido (varios metros por año de altura), por lo que en poco tiempo forman densos bosques monoespecíficos. Estos son el paso temporal inmediatamente anterior a la formación del monte blanco, pues bajo su protección, con los años irán germinando y desarrollándose las especies más longevas del “monte blanco”, etapa o fase final, culminante y estable de la secuencia o sucesión ecológica de las comunidades isleñas, la expresión vegetal superlativa luego de la constitución y evolución no perturbada de las socies hidrófilas anteriores, siendo edáficamente la comunidad clímax para los biotopos de albardón, y expresión de máxima biodiversidad de todo el delta del Paraná.
En algunas islas del delta entrerriano se encuentran albardones de mucha más altura, tal vez originados por médanos fósiles. Su suelo es netamente arenoso, con un subsuelo fuertemente arcilloso. Estas características le otorgan poca capacidad hídrica, por lo cual no poseen monte blanco (salvo en sus bordes). En su lugar, se presenta un bosque semixerófilo, dominado por el espinillo (Acacia caven) (más del 85 %), con escasos curupíes (cerca del 8 %), y seibos (cerca del 4,5 %). Este particular biotopo deltaico es denominado localmente: “albardón alto”, para diferenciarlos de los albardones medianos, los que sostienen la selva marginal, siendo estos últimos ampliamente más abundantes.

### Especies florísticas que habitan la selva marginal

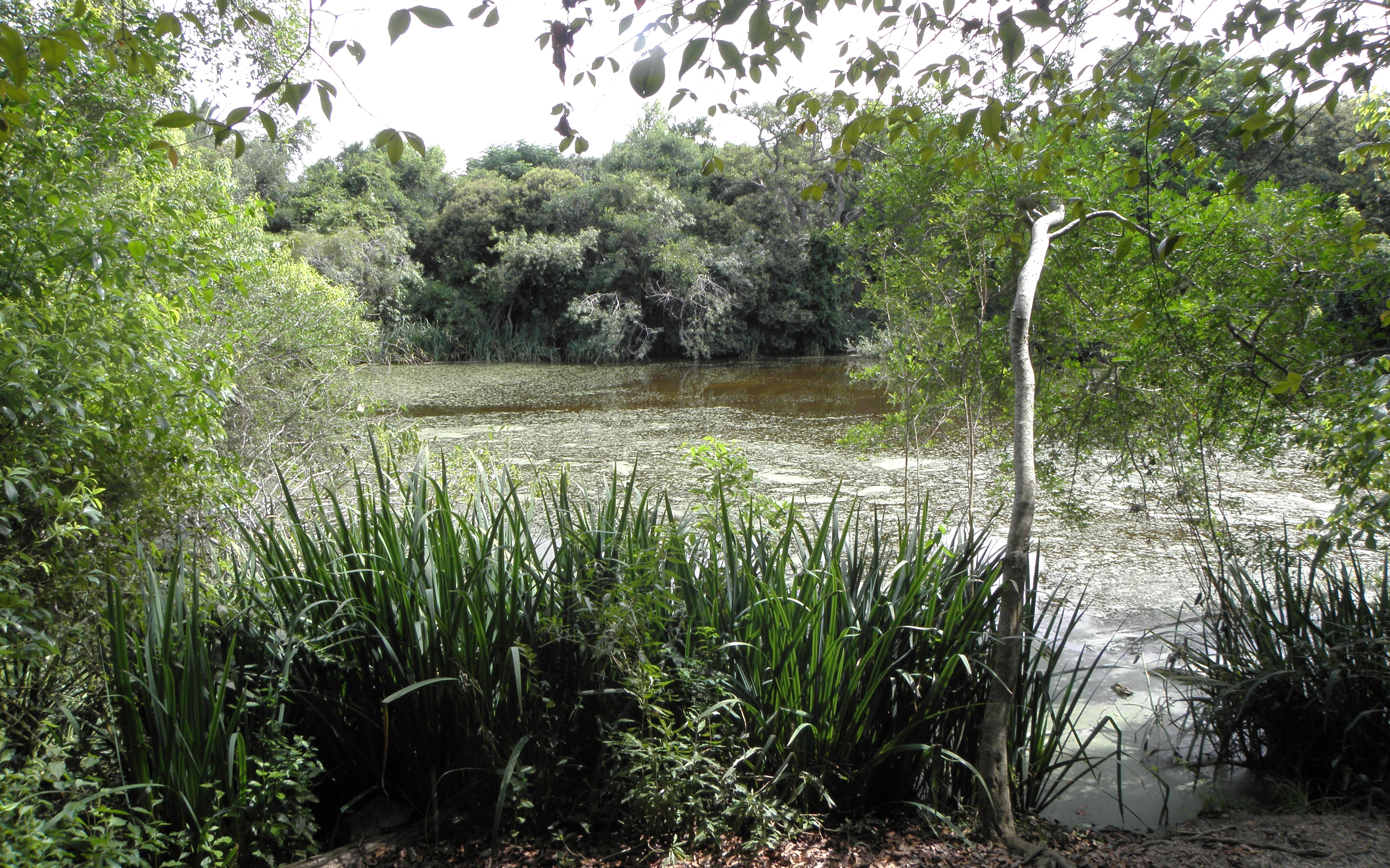
Cantera de la isla Martín García, Argentina. Al fondo de la imagen, monte blanco en buen estado de conservación, creciendo entre este cuerpo de agua y las costas del Río de la Plata. En los sectores ribereños de esta isla se conserva un monte blanco que cuenta con algunas especies no presentes en el del delta paranaense.

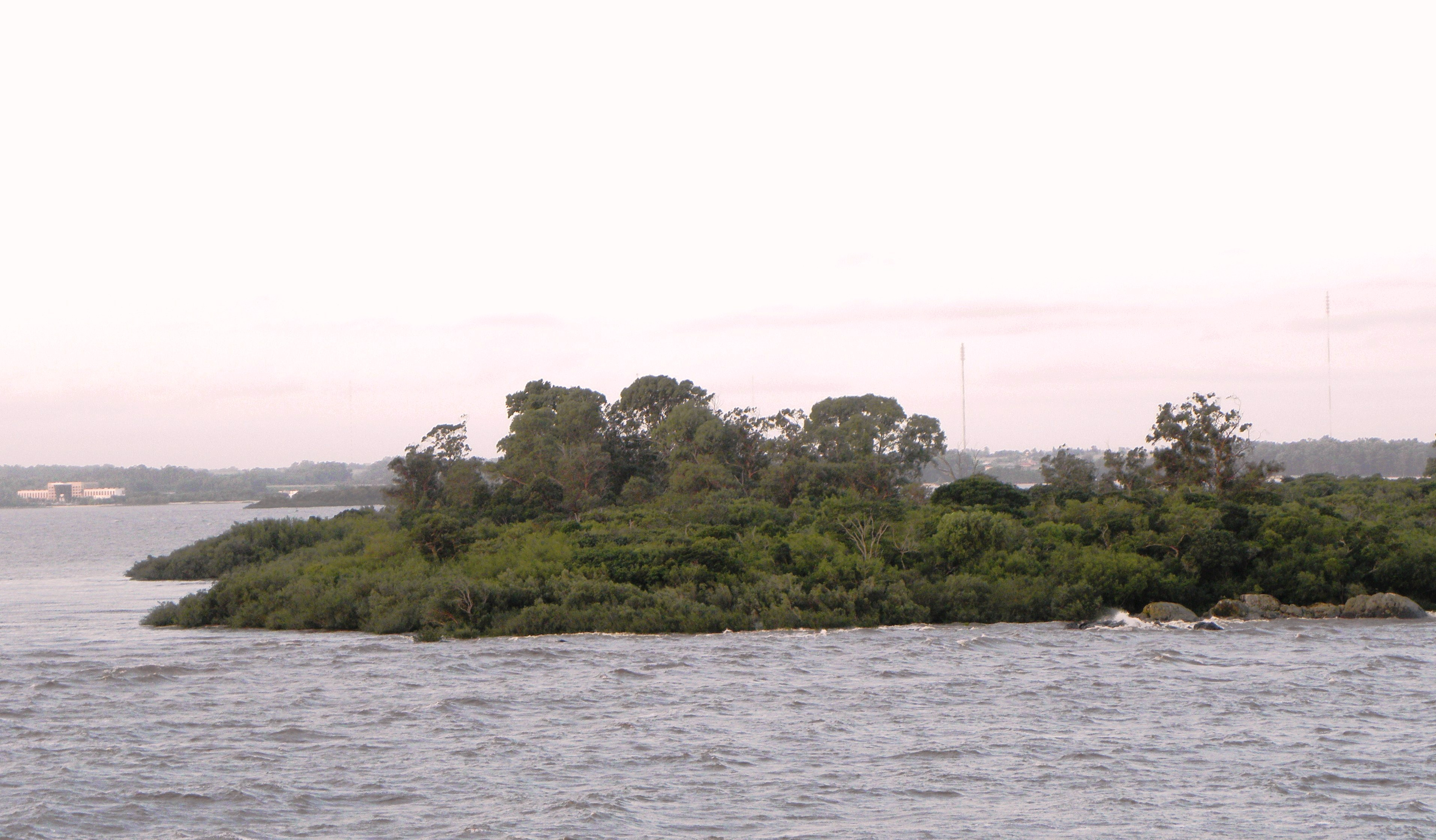
La isla San Gabriel, en las aguas del Río de la Plata, frente a la ciudad de Colonia del Sacramento, Uruguay. La misma posee en sus sectores ribereños un monte blanco que cuenta con algunas especies no presentes en el del delta paranaense.

En los albardones se ha desarrollado la selva marginal o monte blanco, con variadas y numerosas especies subtropicales.
La mayor diversidad se presenta en los sectores de albardones más altos con suelos limo-arcillosos, alcanzados rara vez por las crecidas, conteniendo un suelo aún húmedo pero más aireado, permitiendo el crecimiento vigoroso de numerosas especies más delicadas en cuanto a la duración del sumergimiento, generando una selva de mayor envergadura.
La expresión máxima del monte blanco se localiza en las islas entrerrianas del Ibicuy.
Divididas por estratos, estas son las más importantes.

#### Estrato arbóreo
El estrato arbóreo deltaico posee una altura promedio de 8 a 15 metros. Este estrato está compuesto por más de 30 especies de porte arbóreo. Entre las más llamativas se encuentra la palmera pindó (Syagrus romanzoffiana), una de las palmeras más australes del mundo, y la más cultivada en la Argentina. Alcanza aquí su distribución más austral, con ejemplares aislados entre la selva, o formando densos palmares, estos últimos fueron destruidos.
El agarrapalo (Ficus luschnathiana) es una especie leñosa que nace como epifita sobre los árboles de la selva, pero luego intenta afanosamente alcanzar con sus raíces el suelo; cuando lo hace pasa a desarrollarse como un enorme árbol, el cual terminará rodeando y matando a su hospedante.
El timbó colorado (Enterolobium contortisiliquum) es el árbol de mayor altura de esta selva, alcanzando alrededor de 20 metros. Fue muy afectado por la tala ya desde el periodo indígena canoero, ya que los chantes y los guaraníes que habitaban las islas empleaban la corteza de los grandes ejemplares para construir con ellas sus canoas. En tiempos de la colonia, su madera servía para construir tirantes de techo. Sumado a la destrucción de su ecosistema en general, se ha vuelto muy raro fuera de las áreas de reserva, siendo en algunas de estas abundante por sobrerepoblación.
Este estrato está integrado también por: el laurel negro (Ocotea acutifolia), el laurel del río (Nectandra angustifolia), la anacahuita o arrayán del río (Blepharocalyx salicifolius), el guayabo blanco (Eugenia uruguayensis), la murta (Myrceugenia glaucescens), el azahar del monte (Symplocos uniflora), el chal-chal (Allophylus edulis), el mataojo (Pouteria salicifolia), los blanquillos (Sebastiania brasiliensis y Sebastiania commersoniana), el yerba del bugre (Lonchocarpus nitidus), el tarumá (Citharexylum montevidense), el palo amarillo (Terminalia australis), los canelones (Myrsine laetevirens y Myrsine parvula), el ingá (Inga uraguensis), el tala gateador (Celtis iguanaea) —único integrante del género presente—, el lapachillo morado (Poecilanthe parviflora), el ceibo rioplatense (Erythrina crista-galli var. crista-galli), el curupí (Sapium haematospermum), los tembetaríes el colorado (Zanthoxylum fagara) y teta de perra (Zanthoxylum rhoifolium), el espinillo (Acacia caven), el saúco (Sambucus australis), el coronillo (Scutia buxifolia), el sauce criollo o colorado (Salix humboldtiana), el aliso del río (Tessaria integrifolia), el palo cruz (Guettarda uruguayensis), el falso café o mandioca brava (Manihot grahamii), el fumo bravo (Solanum granuloso-leprosum), etc.
Entre los árboles raros se encuentra el timbó blanco (Albizia inundata) (que pasa a ser escaso en los bosques del delta medio y común ya en el delta superior).
Especies arbóreas limitadas al monte blanco de islas del Plata
En el monte blanco de la isla San Gabriel, situada frente a la ciudad uruguaya de Colonia, o en el que se desarrolla en la isla Martín García, habitan especies que aún no fueron herborizadas en el mismo ecosistema de las islas del bajo delta. Entre estas encontramos árboles como el palo víbora (Tabernaemontana catharinensis) que desciende por las galerías selváticas del río Uruguay hasta San Gabriel; el sota caballo (Luehea divaricata), y el guayabo colorado (Myrcianthes cisplatensis), los que por la misma vía llegan hasta Martín García. Alcanza el monte blanco de las islas situadas entre las ciudades uruguayas de Nueva Palmira y Carmelo el maba o caki del monte (Diospyros inconstans). Una explicación a la mayor riqueza podría relacionarse a una temperatura mínima absoluta menos severa —incluso con varios años sin registro de heladas, gracias a la acción morigeradora directa de las aguas del Plata—, al aporte de minerales desde el subsuelo lítico que se presenta bajo sectores en las selvas de estas islas, o a la ventaja de contar con zonas más elevadas (las que, durante las inundaciones prolongadas, operan como "refugios de vida" para las especies más delicadas, que permitirían desde allí rápidamente reconquistar las selvas cercanas, apenas las aguas descienden.
Especies arbóreas extintas
Una especie citada sólo una vez, en los primeros años del siglo XX, en el delta inferior bonaerense es el mataojos colorado (Pouteria gardneriana), por lo que se cree extinto. Aún está presente en las islas del río Uruguay en el departamento de Concepción.
Fruto de investigaciones arqueológicas en el delta inferior (Túmulo I del Brazo Largo), se han recolectado de sitios aborígenes endocarpos carbonizados de palmeras, entre los que se encontraban, además de la aún presente pindó, los de una especie hoy ausente en el delta, la yatay (Butia yatay), junto a herramientas líticas del tipo del yunque específicamente confeccionadas para sacar provecho alimenticio de las semillas de palmeras, instrumento denominado "rompecocos". Como el área de dispersión más austral de la yatay se sitúa en los departamentos entrerrianos de Diamante y Colón (a más de 200 km de los materiales colectados, se cree probable que hace más de 500 años el yatay habitara hasta el delta inferior, habiéndose extinguido por cambios climáticos o el impacto antrópico.
Según lo narrado en sus propios manuscritos (en el N.º 2044), el botánico francés Aimé Bonpland encontró, en diciembre de 1818, ejemplares arbóreos de yerba mate (Ilex paraguariensis) en la isla Martín García; también reporta la presunta presencia de la especie creciendo silvestre en las provincias de Entre Ríos (arroyo Las Piedras e isla Las Palomas) y Buenos Aires (en las islas Botija y Paycarabí), también sustentados un siglo después por las referencias de Carlos Luis Spegazzini. Al año siguiente (1819) Bonpland no logró encontrarla en el delta, pero sí volvió a detectarla en Martín García. Sobre los ejemplares de la zona de islas del Paycarabí, Bonpland atribuye su origen a posibles cultivos de los misioneros jesuitas, aunque para otros autores podrían haber sido probablemente ejemplares adventicios, relacionados con los viajes efectuados a lo largo de los ríos. En cambio para Raúl N. Martínez Crovetto la presencia como elemento nativo de la yerba mate en el delta inferior del Paraná sí era posible, pero que con el tiempo la pequeña población isleña de esta especie, que siempre sufrió fuerte presión de colecta humana, habría desaparecido. La yerba mate aún habita en la misma latitud en el Uruguay, pero en el este y sudeste del país en zonas de quebradas serranas, con el registro más austral en la Ruta 109, aproximadamente a 10 km al sur de Aiguá, Estancias "Don Lisandro" y "Yerbal", en las coordenadas 34°16′S 54°37′W, departamento de Maldonado, a 330 m s. n. m..

#### Estrato arbustivo o sotobosque
En el estrato arbustivo destaca uno de los elementos florísticos más importantes, los cañaverales de yatevó o tacuara brava (Guadua trinii), siendo el bambú más meridional en la vertiente Atlántica americana. Crece densamente en colonias intrincadas, con cañas huecas de hasta 10 metros de altura, ásperas y arqueadas, revestidas por espinas recurvadas.
En el estrato arbustivo también se presentan, entre otras, la rama negra (Senna corymbosa), Cordia corymbosa, la afata (Cordia bifurcata), el algodonillo (Aeschynomene montevidensis), las acacias mansas: la rojiza (Sesbania punicea) y la amarilla (Sesbania virgata), varias especies de mimosas, como la rama negra (Mimosa bonplandii), la carpinchera (Mimosa pigra) y la Mimosa pilulifera, el plumerito blanco y rosa (Calliandra parvifolia), la escoba dura (Sida rhombifolia), las abundantes malvas (Pavonia sepium –de flores amarillas- y Pavonia hastata –de flores rosadas-), los duraznillos negros (Cestrum parqui y Cestrum corymbosum), Diodia brasilensis, Buddleja stachyoides, Buddleja trhyrsoides, Acalypha gracilis, la rosa de río (Hibiscus striatus), Eupatorium tremulum, Baccharis penningtonii, Baccharis glutinosa, Baccharis punctulata, Baccharis spicata, Baccharis salicifolia, Baccharis caprariefolia, Baccharis phyteuma, el chal-chal de gallina (Psychotria carthagenensis), (Vernonia scorpioides), (Crotalaria micans), (Escallonia megapotamica), varias especies de Cleome, la camará (Lantana camara), el ibirá (Daphnopsis racemosa), la chilca negra (Tessaria dodonaefolia), la mariposita (Heteropterys glabra), Sebastiana schottiana, el falso índigo (Indigofera suffruticosa), el hediondillo (Solanum bonariense), el revientacaballo (Solanum pseudocapsicum), Buettneria urticifolia, etc.

#### Estrato herbáceo
El sotobosque herbáceo umbrófilo es de gran importancia. Entre otras especies de herbáceas del monte blanco se encuentran orquídeas como Platythelis platensis, Beadlea elata, Pelexia bonariensis, y Chloraea membranacea; Dichondra repens, gramíneas umbrófilas como Stipa megapotamica, Olyra latifolia, Panicum unilineatum, Briza glomerata, Briza subaristata, Oplismenus setarius, Bromus uruguensis; Picrosia longifolia, Blainvillea biaristata, Conyza rivularis, Pratia hederacea, Relbunium vile, Valeriana scandens, Muchlenbergia schreberi, Carex sellowiana, Hypoxis decumbens, Vicia montevidensis, Euphorbia lorentzii, Lathyrus pubescens, Desmodium affine, Cardamine bonariensis, Cardamine chenopodiifolia, Cetastium humifusum, Monteiroa glomerata, Hybanthus parviflorus, Hypericum mutilum, Blumenbachia urens, Cuphea fruticosa, Epilobium brasilense, Lilacopsis minor, Plantago heterophylla, Verbena megapotamica, Scutellaria platensis, Solanum nigrescens, Solanum commersonii, Physilis viscosa, Spigelia humboldtiana, Hydrocotyle leucocephala, Hydrocotyle pusilla, Hydrocotyle verticillata, Hydrocotyle, una begonia: la flor de nácar (Begonia cucullata), varias especies de cardas (Eryngium pandanifolium, Eryngium eburneum, Eryngium serra Eryngium ebracteatum, etc.), Phyllanthus niruri, Tragia volubilis, etc.
Dos grandes aráceas medran en los bajos luminosos y el medioalbardón, Philodendron tweedianum y Philodendron undulatum (la última de indigenato dudoso), representan la distribución más austral, no sólo del género sino también de las aráceas terrestres. En sectores sombreados de la selva destacan varias especies con flores ornamentales: las grandes flores naranjas del Hippeastrum striatum, las pequeñas azuladas de la salvia rastrera (Salvia procurrens), Tripogandra elongata, Tradescantia fluminensis, etc.
Son abundantes los helechos y licófitas terrestres, con más de 30 especies, los que se desarrollan sobre el sustrato o troncos caídos. Muestra una marcada influencia austro-brasileña, con escasa vinculación florística andino-serrana.
Entre ellos destaca Goniopteris burkartii, endémico del monte blanco.
Los más comunes o llamativos son los culandrillos (Adiantum raddianum y Adiantum chlorophylla), Adiantopsis chlorophylla, Anemia phyllitidis, Anogramma chaerophylla, Anogramma chaerophylla, Asplenium ulbrichtii, Asplenium sellowianum, Athyrium decurtatum, Blechnum australe subsp. auriculatum, Blechnum brasiliense, Ctenitis submarginalis, Cyclosorus gongylodes, Doryopteris concolor, Doryopteris pentagona, Dryopteris riograndensis, Equisetum giganteum, Goniopteris riograndensis, Isoetes ekmanii, Ophioglossum reticulatum, Osmunda regalis var. spectabilis, Pteridium aquilinum, Rumohra adiantiformis, Salvinia biloba, Salvinia minima, Selaginella muscosa, Selaginella marginata, Thelypteris abbiattii, Thelypteris hispidula, Thelypteris rivularioides, Thelypteris argentina, Trismeria trifoliata, etc.

#### Estrato escandente
En este estrato destacan las mburucuyás (Passiflora caerulea y Passiflora misera). Otras especies de enredaderas que trepan por las ramas, enriqueciendo la composición de estos bosques son las campanillas: la batata porteña (Ipomoea bonariensis), la dama de noche (Ipomoea alba), la campanilla roja (Ipomoea indivisa), el suspiro azul (Ipomoea purpurea), la campanilla del Plata (Ipomoea platensis), la campanilla rosada (Ipomoea grandifolia) e Ipomoea cairica; Melica sarmentosa, la cortina del cielo (Cissus verticillata), las uvas del diablo (Cissus palmata y Cissus striata), las uña de gato (Dolichandra unguis-cati y Macfadyena dentata) de grandes flores amarillas, (Clytostoma callistegioides) de grandes flores liláceas, Metastelma virgatum, el tasi (Araujia hortotum), Cayaponia bonariensis, Cayaponia podantha, el jazmín (Solanum laxum, el jazmín de Córdoba (Solanum amygdalifolium), la papa de río (Stigmatophyllum littorale), la mutisia roja (Mutisia coccinea), la flor de pitito (Tropaeolum pentaphyllum), porotillo (Vigna luteola), el isipó (Canavalia bonariensis), el poroto amarillo (Phaseolus lobatus), Phaseolus adenanthus, el cabello de ángel (Clematis bonariensis), cipó sumá (Anchietea parvifolia), el cipó (Urvillea uniloba), el globitos (Cardiospermum grandiflorum), Serjania meridionalis, las falsas zarzamoras (Byttneria urticifolia, Byttneria filipes, y Byttneria scabra), la vernonia (Vernonia scorpiodes, Aristolochia macroura, Metastelma diffusum, la zarzaparrilla blanca (Smilax campestris), Herreria montevidensis, el carapé (Dioscorea sinuata), Schystogyne sylvestris, (Mikania cordifolia), etc.
Especies trepadoras limitadas al monte blanco de las islas del Plata
Entre las especies que aún no fueron herborizadas en el monte blanco deltaico pero viven en el monte blanco de la isla Martín García se encuentran el cepillo (Combretum fruticosum), el isipó colorado (Camptosema rubicundum), Gouania ulmifolia, etc.

#### Estrato epifítico y muscinal

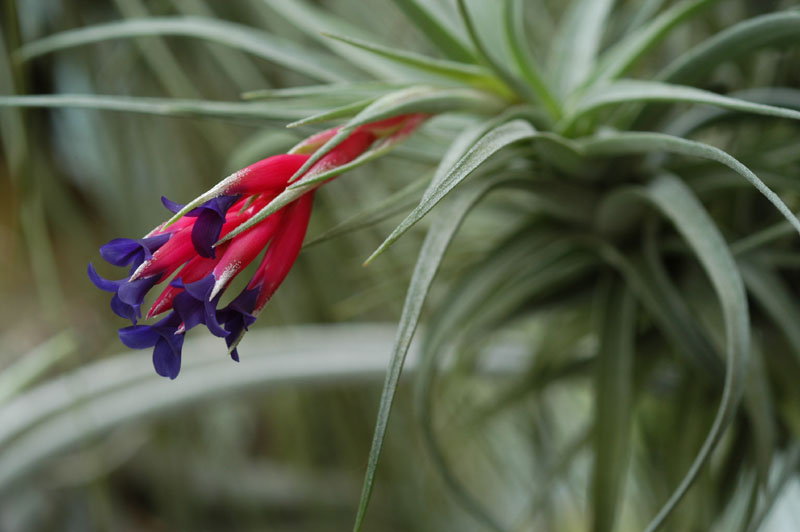
El clavel del aire (Tillandsia aeranthos) es una especie de bromeliácea epífita abundante en el monte blanco.

Entre los epífitos destaca el agarrapalo (ya descrito como componente arbóreo)
- Orquídea patito (Gomesa bifolia)
- Clavel del aire (Tillandsia aeranthos)
- Clavel del aire Tillandsia bandensis
- Clavel del aire "Gallinita" (Tillandsia recurvata)
- Clavel del aire Tillandsia recurvifolia
- Barba de monte (Tillandsia usneoides)
- Helecho (Blechnum auriculatum)
- Suelda consuelda (Microgramma mortoniana)

Se encuentran encuentran extintas en el área Microgramma vaccinifolia y los hierba de perro (Pleopeltis macrocarpa y Pleopeltis minima), una peperomia (Peperomia catharinae), una cactácea (Rhipsalis lumbricoides), etc.
Abundan los hongos, musgos y líquenes, como el folioso Ramalina ecklonii, Usnea barbata, varias Parmelia, etc.

#### El borde fluvial y el medioalbardón
Tanto en la misma ribera fluvial como en el medioalbardón se producen biotopos de borde o ecotono, los que son ocupados por diferentes tipos de fisonomías vegetales y sus interfases. Son característicos de lugares soleados, y con agua permanente en sus bases, los sarandíes blanco (Phyllanthus sellowianus) y colorado (Cephalanthus glabratus), diversas especies de
chilcas, arbustos de grandes flores amarillas como Ludwigia peruviana, o lilas como Vernonia rubricaulis y Eupatorium tremulum, y pastizales de cortadera, junto a numerosas especies de gramíneas y herbáceas, entre las que destacan varias especies de orquídeas del género Habenaria.

#### Especies vegetales ausentes
Ausentes por incompatibilidad de hábitat
Las frecuentes inundaciones y sudestadas mantienen al monte blanco totalmente libre de las especies características del subdistrito fitogeográfico del tala del distrito fitogeográfico del algarrobo, perteneciente a la provincia fitogeográfica del espinal.
Es imposible encontrar ejemplares de especies que no soportan que sus raíces queden sumergidas mucho tiempo, mueren asfixiadas y se terminan pudriendo. Estas cuentan con poblaciones hasta las mismas barrancas que caen hacia el valle de inundación donde se asienta el monte blanco, pero sin penetrar en él.
En el estrato arbóreo están ausentes: el tala (Celtis ehrenbergiana), el ombú (Phytolacca dioica), el sombra de toro ( Jodina rhombifolia), el chañar (Geoffroea decorticans), el algarrobo blanco (Prosopis alba), el algarrobo dulce (Prosopis flexuosa), el quebracho blanco (Aspidosperma quebracho-blanco), el quebradillo (Acanthosyris spinescens), el incienso (Schinus longifolia), etc.
En el estrato arbustivo están ausentes la barba de chivo (Caesalpinia gilliesii), el chal-chal de gallina (Schaefferia argentinensis), las congorosas (Maytenus vitis-idaea y Maytenus ilicifolia), los barbas de tigre (Colletia tenuicola y Colletia spinosissima), el curro (Colletia paradoxa), el chucupí (Porlieria microphylla), la totalidad de las cactáceas terrestres, como el cardón oriental (Cereus uruguayanus), el cardoncito (Cereus aethiops), varias Opuntia, Harrisia pomanensis, y Echinopsis oxygona; el calafate (Berberis ruscifolia), los niño-urupás (Aloysia chacoensis y Aloysia gratissima), varias carquejas y chilcas (Baccharis), el chivil (Lycium cestroides), el tabaquillo del talar (Trixis praestans), Holmbergia tweediei, el ñapinday (Acacia bonariensis), etc.
En el estrato herbáceo están ausentes: Peperomia comarapana, los camarás (Lantana x entrerriensis y Lantana x megapotamica), varias especies de gramíneas de los géneros Stipa y Bromus, etc. Entre las epifitas destaca la ausencia de las ligas (Ligaria cuneifolia).
Ausentes en el monte blanco pero con continuidad de hábitat
Hay especies que habitan o habitaron en áreas que presentan el mismo biotopo, próximas e interconectadas con el monte blanco, pero que aún no se han herborizado en él, viviendo en las selvas en galería de las islas del bajo río Uruguay.
Entre estos taxones se encuentran especies de árboles y arbolitos. De norte a sur encontramos que hasta el departamento entrerriano de Colón llegan: el lapacho negro (Handroanthus heptaphyllus), el guayabo overo (Myrcia selloi) y el socará (Myrrhinium atropurpureum); hasta el de Concepción lo hacen: Casearia sylvestris, el ñangapirí (Eugenia mansoni), el ñangapirí negro (Eugenia repanda), el ubajay (Hexachlamys edulis), el aguay (Chrysophyllum gonocarpum), el vasuriña (Chrysophyllum marginatum) y el sangre de drago (Croton urucurana); hasta el de Gualeguaychú habitan la espina colorada (Xylosma venosum), los viraró (Ruprechtia laxiflora y Ruprechtia salicifolia), etc.
Entre las epífitas se encuentra otra cactácea: Rhipsalis cereuscula, la cual llega hasta Concepción.

## Fauna

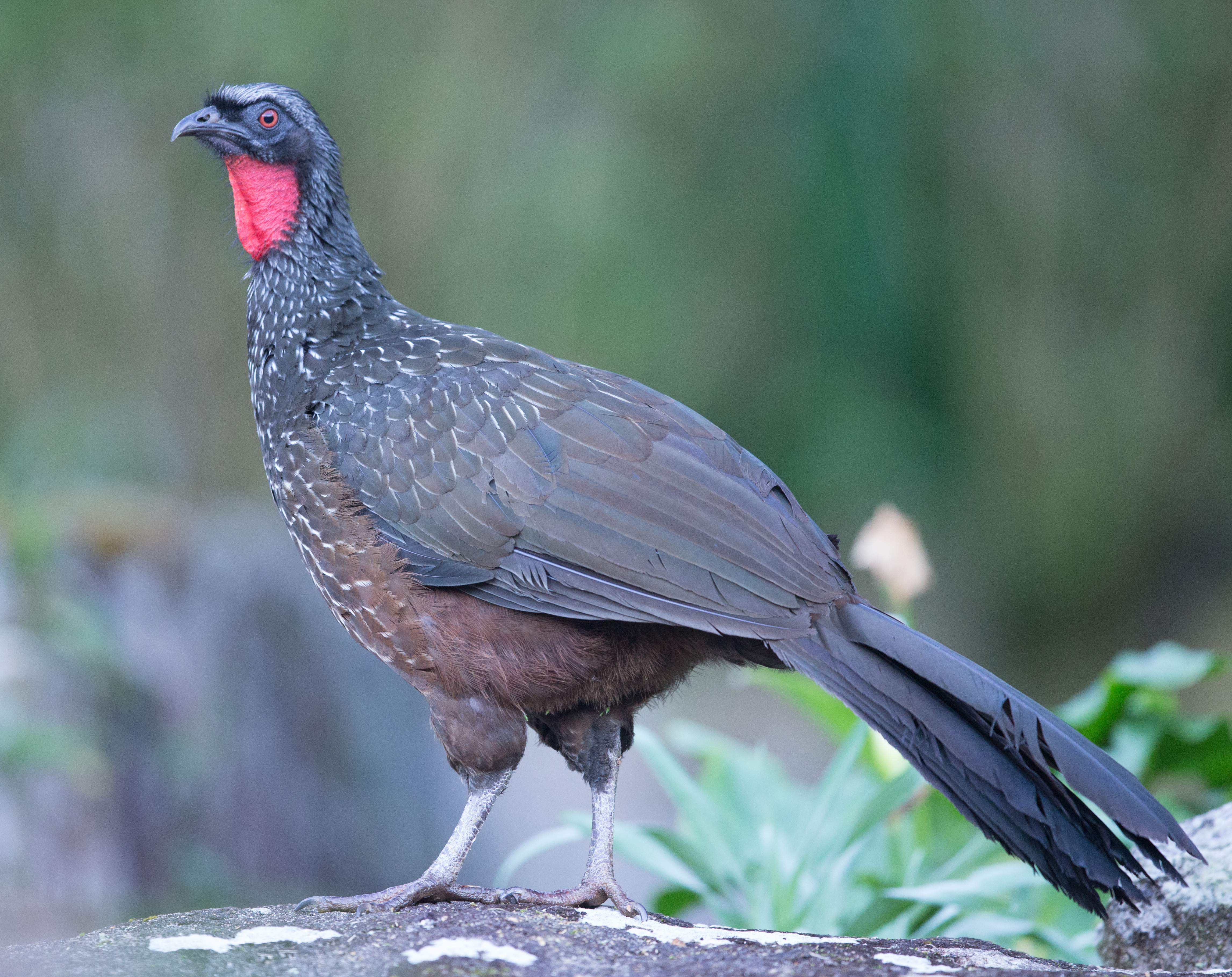
Pava de monte (Penelope obscura), la especie aviar más emblemática del monte blanco.

La zoocenosis del monte blanco es particularmente rica, a causa de la variedad de ecosistemas y la presencia de refugios naturales.
Se han enumerado para el delta en su conjunto un total de 567 especies de vertebrados nativos.

### Aves
Entre los componentes faunísticos son preponderantes las aves, muchas de ellas nidifican en el área.
Se han enumerado para el delta en su conjunto un total de 269 especies de aves nativas. Como ocurre con los elementos florísticos, el ensamble ornitológico se relaciona también con las especies de la selva paranaense que llegan por el río Uruguay.
La especie aviar más emblemática es la pava de monte (Penelope obscura), la cual se ha vuelto rara en toda su distribución a causa de la caza intensiva de la que es objeto, pero que encuentra en las forestas del delta inferior su refugio más austral e importante.
- Águila negra (Buteogallus urubitinga)
- Gavilán mixto (Parabuteo unicinctus)
- Taguató común (Buteo magnirostris)
- Ipacaá (Aramides ypecaha)
- Chiricote (Aramides cajanea)
- Paloma picazuró (Patagioenas picazuro)
- Paloma yerutí (Leptotila verreauxi)
- Alicucu común (Megascops choliba)
- Caburé chico (Glaucidium brasilianum)
- Ñacurutú (Bubo virginianus)
- Cuclillo canela (Coccyzus melacoryphus)
- Cuclillo chico (Coccycua cinerea)
- Lechuzón orejudo (Asio clamator)
- Picaflor bronceado (Hylocharis chrysura)
- Picaflor garganta blanca (Leucochloris albicollis)
- Picaflor verde común (Chlorostilbon aureoventris)
- Picaflor de barbijo (Heliomaster furcifer)
- Tingazú (Piaya cayana)[82]
- Carpintero bataraz chico (Veniliornis mixtus)
- Carpintero real (Colaptes melanolaimus)
- Martín pescador chico (Chloroceryle americana)
- Martín pescador mediano (Chloroceryle amazona)
- Martín pescador grande (Megaceryle torquata)
- Chinchero chico (Lepidocolaptes angustirostris)
- Pijuí frente gris (Synallaxis frontalis)
- Titirí (Syndactyla rufosuperciliata)
- Pijuí plomizo (Synallaxis spixi)
- Choca corona rojiza (Thamnophilus ruficapillus)
- Choca común (Thamnophilus caerulescens)
- Burlisto pico canela (Myiarchus swainsoni)
- Burlisto pico negro (Myiarchus ferox)
- Burlisto cola castaña (Myiarchus tyrannulus)
- Mosqueta corona parda (Leptopogon amaurocephalus)
- Burlisto castaño (Casiornis rufus)[83]
- Viudita pico celeste (Knipolegus cyanirostris)
- Mosqueta parda (Lathrotriccus euleri)
- Mosqueta común (Phylloscartes ventralis)
- Mosqueta estriada (Myiophobus fasciatus)
- Fiofío pico corto (Elaenia parvirostris)
- Fiofío grande (Elaenia spectabilis)
- Benteveo (Pitangus sulphuratus)
- Benteveo rayado (Myiodynastes maculatus)
- Suirirí real (Tyrannus melancholicus)
- Anambé verdoso (Pachyramphus viridis)
- Anambé común (Pachyramphus polychopterus)
- Chiví común (Vireo olivaceus)
- Juan chiviro (Cyclarhis gujanensis)
- Urraca común (Cyanocorax chrysops)
- Zorzal colorado (Turdus rufiventris)
- Zorzal chalchalero (Turdus amaurochalinus)
- Golondrina doméstica (Progne chalybea)
- Golondrina parda (Phaeoprogne tapera)
- Tacuarita azul (Polioptila dumicola)
- Arañero coronado chico (Basileuterus culicivorus)
- Arañero silbón (Myiothlypis leucoblephara)[84]
- Pitiayumí (Parula pitiayumi)
- Cabecita negra (Carduelis magellanica)
- Pepitero verdoso (Saltator similis)
- Cardenilla (Paroaria capitata)
- Monterita litoraleña (Poospiza lateralis)
- Sietevestidos común (Poospiza nigrorufa)
- Brasita de fuego (Coryphospingus cucullatus)
- Reinamora grande (Cyanocompsa brissonii)
- Reinamora chica (Cyanoloxia glaucocaerulea)
- Boyeros negro (Cacicus solitarius)
- Boyeros ala amarilla (Cacicus chrysopterus)
- Chopí (Gnorimopsar chopi)

Son características de este ambiente selvático entre otras, varias especies de tráupidos, como el naranjero (Thraupis bonariensis), el celestino (Thraupis sayaca), el fueguero (Piranga flava), el frutero azul (Stephanophorus diadematus), el frutero negro (Tachyphonus rufus), la zaíra de antifaz (Pipraeidea melanonota), y otras ocasionales como el tangará común (Euphonia chlorotica), el pioró (Pyrrhocoma ruficeps), el tangará gris (Thlypopsis sordida), etc.
En bajos solitarios y forestados al interior de la selva hallan un sitio propicio para establecer sus nidos diferentes aves acuáticas, entre las que podemos reconocer al caraú, la garza blanca, la garcita blanca, la garza mora, la garza bruja, el pato barcino, etc.
Aves extintas
Entre las aves extintas en la región destaca el pato criollo o picazo (Cairina moschata), gran anátida arborícola que mantenía sus poblaciones más australes en el monte blanco, y aún sobrevivía hacia el final del siglo XIX según Marcos Sastre.

### Mamíferos

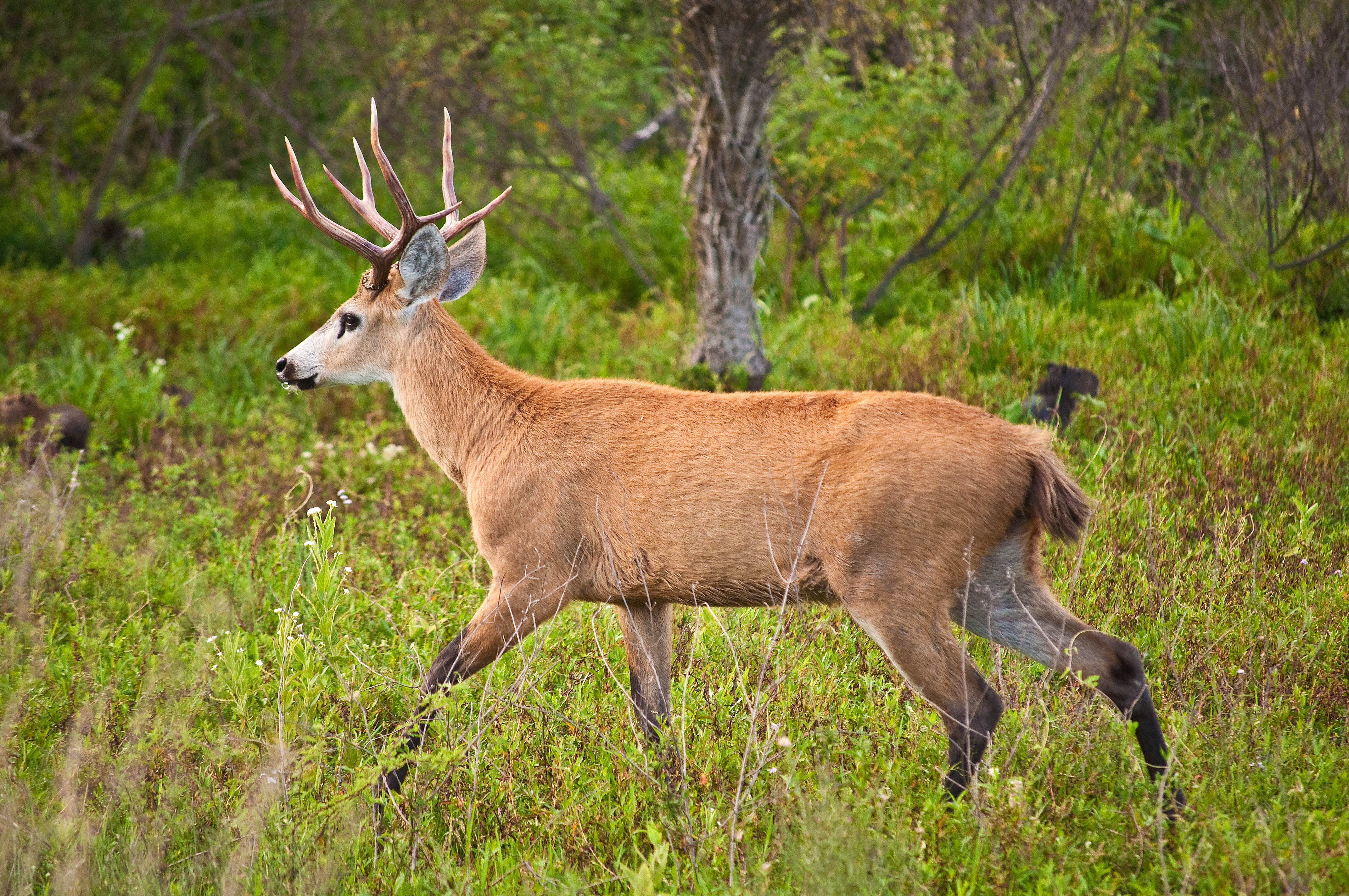
El ciervo de los pantanos (Blastocerus dichotomus) es el mamífero de mayor tamaño que aún vive en el monte blanco del delta inferior, manteniendo allí la población más austral del mundo.

- Ciervo de los pantanos (Blastocerus dichotomus)
- Ratón isleño de hocico rosado (Bibimys torresi)
- Ratón de hierba kemp (Deltamys kempi)
- Rata pigmea de patas negras (Oligoryzomys nigripes)[86]
- Lobito de río (Lontra longicaudis)
- Gato montés (Leopardus geoffroyi) (mayormente ejemplares melánicos)
- Rata acuática (Scapteromys aquaticus)[87][88]
- Rata colorada deltaica (Holochilus brasiliensis)
- Ratón de campo (Akodon azarae)
- Ratón hocicudo (Oxymycterus rufus platensis)[89]
- Cuis pampeano (Cavia aperea pamparum)
- Mulita grande (Dasypus novemcinctus)
- Zorro de monte (Cerdocyon thous)
- Aguará popé (Procyon cancrivorus)
- Marmosa (Gracilinanus agilis)
- Comadreja colorada (Lutreolina crassicaudata)
- Overa (Didelphis albiventris),
- Murciélago cola de ratón (Tadarida brasiliensis)
- Murciélago Myotis ruber
- Murciélago pescador grande (Noctilio leporinus)
- Murciélago pardo (Eptesicus brasiliensis)[90]
- Carpincho (Hydrochoerus hydrochaeris)
- Coipo (Myocastor coypus).

Mamíferos extintos
Son numerosas las especies de mamíferos que habitaron en el pasado en el monte blanco pero que no han podido perpetuar poblaciones en el delta inferior.
Entre los mamíferos se encuentran ya extintos el yaguareté austral, el puma, el ocelote, el pecarí de collar (por lo menos accedería al monte blanco de la ribera platense), etc.
Fruto de investigaciones arqueológicas en el delta inferior, se han recolectado de diferentes sitios aborígenes (Túmulos del Brazo Largo, Paraná Guazú, Paraná Miní, y Arroyo Las Garzas) restos de Mazama (seguramente corzuela parda —Mazama gouazoubira—). Esta especie habita aún en sectores septentrionales (entrerrianos) del delta superior.

### Reptiles

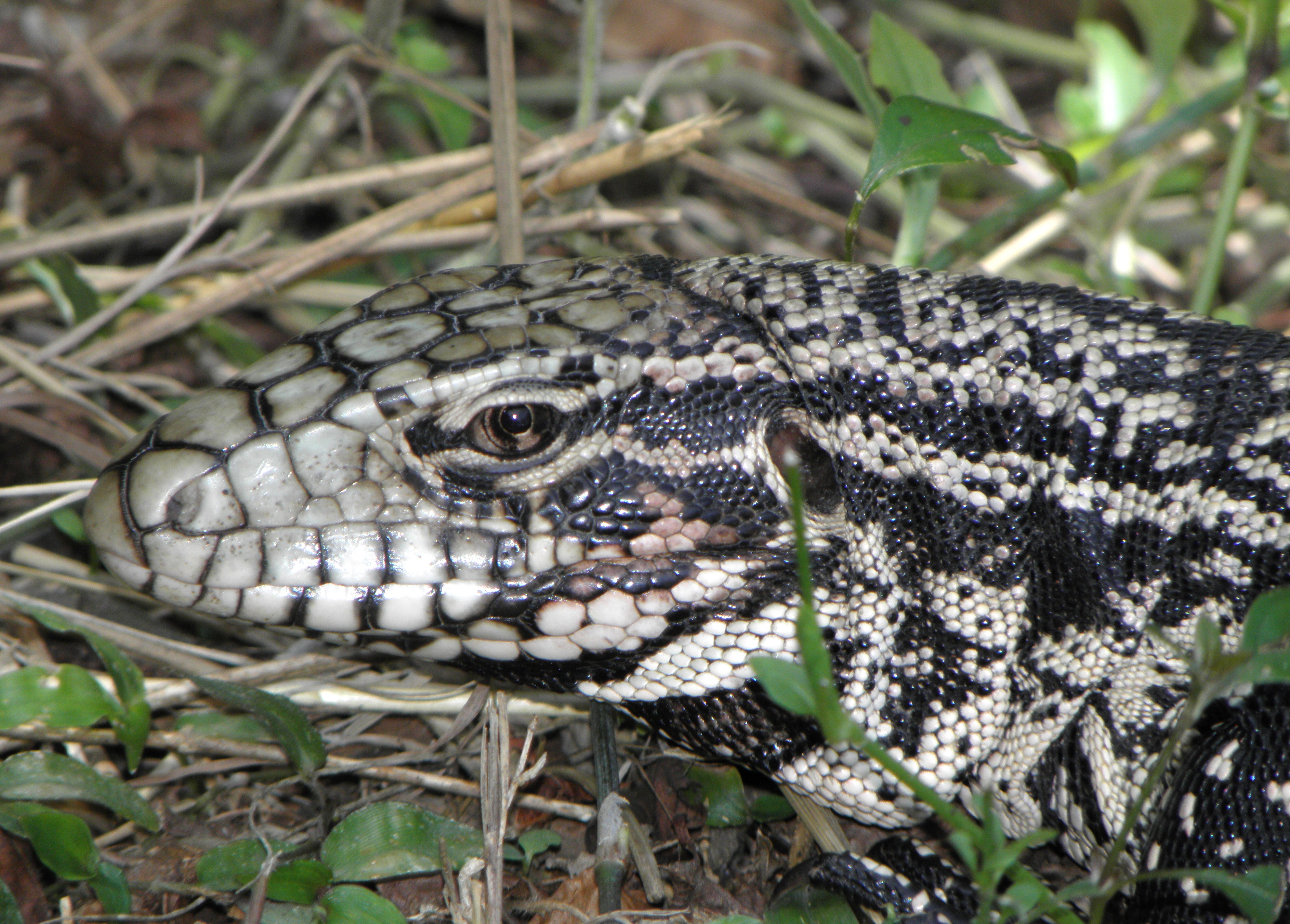
Lagarto overo (Salvator merianae), en el piso del monte blanco de la isla Martín García, Argentina, justo bajo un garzal situado en los árboles, seguramente esperando la caída de algún pichón. Este es el reptil más fácil de ver en el monte blanco. Soporta bien las inundaciones, y tiene una dieta muy amplia, desde frutas, peces y caracoles hasta vertebrados.

Se han enumerado para el delta en su conjunto un total de 37 especies de reptiles nativos.
Entre estos sobresalen como especies carismáticas la yarará (Bothrops alternatus) —el único ofidio de este ecosistema con veneno muy peligroso— y el lagarto overo (Salvator merianae).
También se encuentran la culebra verde y negra (Liophis poecilogyrus sublineatus), la culebra verde (Philodryas aestivus subcarinatus), la culebra ratonera (Philodryas patagoniensis), las ojo de gato (Thamnodynastes strigatus y Thamnodynastes hypoconia), la culebra de agua (Liophis miliaris semiaureus), etc.
Reptiles extintos
Los dos mayores ofidios, la ñacaniná (Hydrodynastes gigas) y la gran boa curiyú (Eunectes notaeus) están extintos. La primera, al bajo delta hoy sólo llega con las inundaciones, pero mantiene poblaciones en el delta medio. La segunda cuenta sólo con registros de la época de la conquista española; aún mantiene poblaciones en el Paraná medio, si bien podría volver a recolonizar la región por medio de ejemplares que llegarían sobre "balsas de camalotes" arrastrados por las crecidas del río Paraná. De esta manera se presume que llegó un ejemplar capturado en la isla de Flores del Río de la Plata, en proximidades a Montevideo.
También está extinto el yacaré overo (Caiman latirostris), si bien no se tienen constancias que empleara el bajo delta para reproducirse, aún lo hace en el delta superior. Llega al delta inferior durante las grandes inundaciones del río Paraná, en compañía del yacaré negro (Caiman yacare) pero, al igual que lo que ocurre con buena parte de la fauna mayor que llega en los camalotales y embalsados de las crecientes, son cazados o capturados antes de que logren generar poblaciones locales.
Entre las especies de lagartos, estaría ya extinta el lagarto arborícola (Anisolepis longicauda), pues hace más de un siglo que no se lo reporta, desde que fue capturado un ejemplar en el monte blanco de Punta Lara, el cual fue base para la descripción de una nueva especie, hoy sinónima de A. longicauda. Este reptil encuentra los insectos de los cuales se alimenta recorriendo los troncos y ramas de los árboles de la selva marginal.

### Anfibios
Se han enumerado para el delta en su conjunto un total de 27 especies de anfibios nativos, de las familias Microhylidae, Leptodactylidae, Hylidae, Bufonidae, etc. Las especies más destacadas son: la cecilia del Plata (Chthonerpeton indistinctum), el sapito jardinero (Rhinella fernandezae), el sapo común (Rhinella arenarum), el escuerzo (Ceratophrys ornata), la ranita trepadora deltaica (Argenteohyla siemersi siemersi), Elachistocleis bicolor, la ranita trepadora amarilla (Dendropsophus nanus), la ranita yui-í (Dendropsophus sanborni), la ranita del zarzal (Hypsiboas pulchellus), la ranita trepadora hocicuda manchada (Scinax berthae), la ranita trepadora hocicuda (Scinax granulatus), la ranita trepadora hocicuda lisa (Scinax nasicus), la ranita trepadora hocicuda rayada (Scinax squalirostris), la rana nadadora grande (Pseudis paradoxa), la rana nadadora chica (Lysapsus limellum), la rana nadadora austral (Pseudis minuta), la ranita enana (Pseudopaludicola falcipes), la rana criolla (Leptodactylus latrans), Leptodactylus latinasus, Pseudis minuta, etc.

### Invertebrados

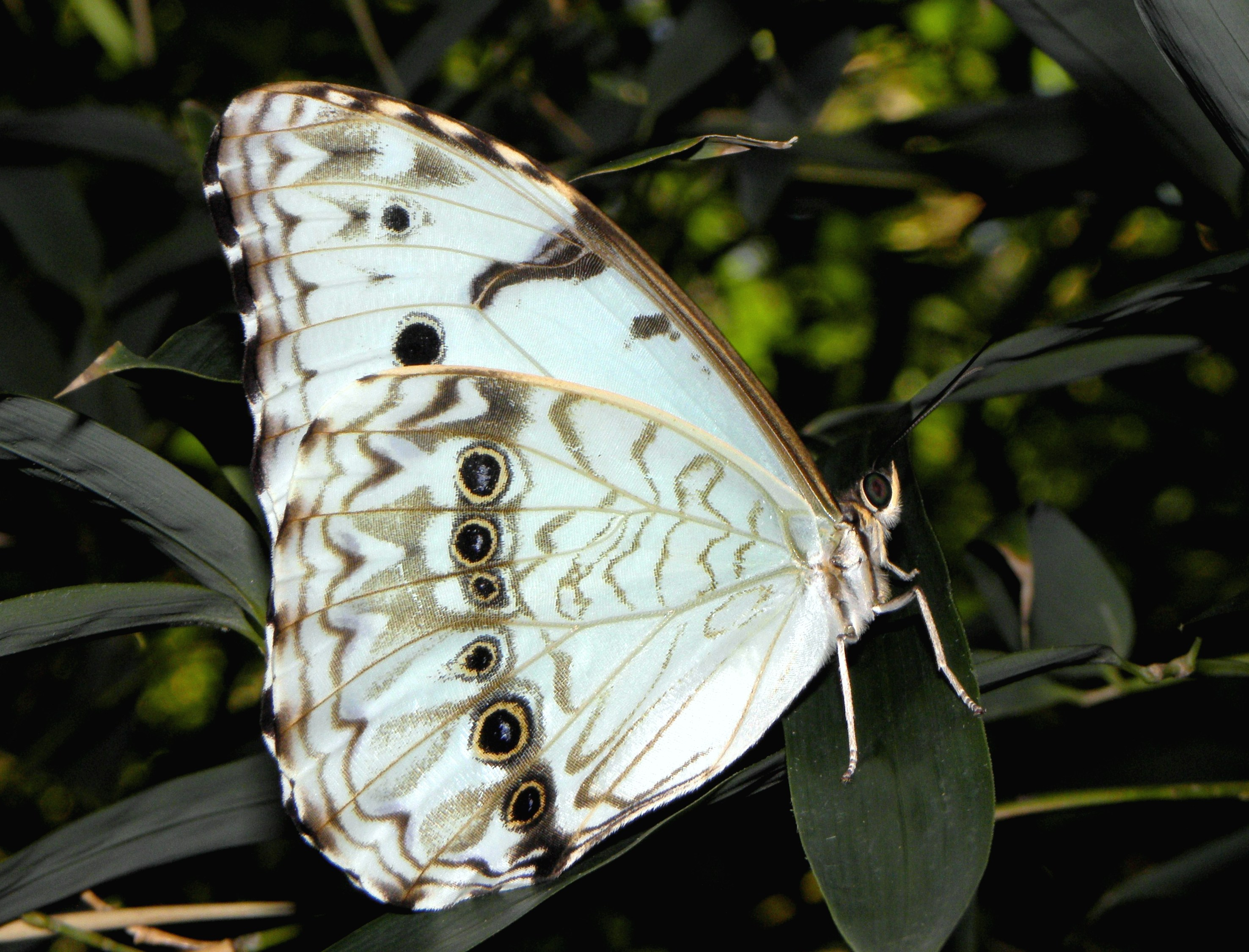
Mariposa bandera argentina (Morpho epistrophus argentinus) en la isla Martín García, Buenos Aires, centro-este de la Argentina. Este gran lepidóptero es el mórfido más austral, y la mariposa más conspicua de estas selvas. Sus larvas se alimentan de varias especies arbóreas del monte blanco.

Entre los invertebrados, destacan especialmente los lepidópteros, con más de 100 especies, gran parte de estas especies alcanzan aquí su límite austral de distribución. Relevancia especial posee aquí la especie de mariposa símbolo de la argentina, la mariposa bandera Argentina (Morpho epistrophus argentinus).
Las más destacadas del ámbito selvático son: Urbanus teleus, Chiomara asychis autander, Phoebis neocypris, Phoebis argante, Eurema albula sinoe, Ministrymon una, Nicolae torris, Euselasia euploea, Lycorea ilione, Mechanitis lysimnia, Episcada hymenaea, Pteronymia sylvo, Mcclungia cymo salonina, Pseudoscada erruca, Parypthimoides zeredatha, Marpesia petreus, Dynamine myrrhina, Ortilia velica durnfordi, Adelpha syma, Chalodeta theodora, etc.
Entre los quironómidos destacan especies fieles al ecosistema selvático, por ejemplo Pseudosmittia adunca.

## Amenazas

### Reemplazo por especies exóticas invasoras
La destrucción del ecosistema primitivo causada por la vegetación invasora es el principal problema que hoy afecta a esta foresta. Desde fines de siglo XX e inicios del siglo XXI, se ve amenazada por la invasión de especies exóticas. Estas terminan conformando bosques secundarios conformados por especies asiáticas, europeas y de América del Norte, con quienes logran coexistir muy escasos ejemplares arbóreos nativos, y sólo de las especies menos delicadas.
Entre las leñosas exóticas más agresivas destacan el ligustro (Ligustrum lucidum), la ligustrina (Ligustrum sinense), la madreselva (Lonicera japonica), la zarzamora (Rubus ulmifolius), las moras (Morus alba y Morus nigra), el fresno (Fraxinus pennsylvanica), el arce (Acer negundo), la acacia negra (Gleditsia triacanthos), el espino cerval (Rhamnus catharticus), falso índigo (Amorpha fructicosa), etc. Las áreas algo deprimidas dentro de la selva (al igual que los colindantes pajonales pantanosos del interior isleño) están fuertemente invadidos por una herbácea ornamental exótica: el lirio amarillo (Iris pseudacorus).
Estas cundidoras especies forman bosques secundarios o “neoecosistemas”, ya que sus agresivos integrantes invaden áreas que son abandonadas luego de las actividades antrópicas, impidiendo de ese modo que las especies del monte blanco reconstruyan el biotopo. Pero -lo que constituye un daño aún más grave- las plantas exóticas también invaden y llegan a dominar totalmente las forestas nativas relictuales y las escasas reservas naturales erigidas, sin que se haya logrado encontrar un método efectivo de control, por lo que el pronóstico sobre la perpetuación de estas selvas resulta sombrío.
La llegada en el siglo XXI al bajo delta del asiático ciervo axis (Axis axis) posiblemente afecte las relícticas poblaciones del ciervo de los pantanos.

### Presiones urbanísticas y productivas
Al situarse el monte blanco sobre los albardones, redundó en que este fuera el ecosistema más alterado de todo el delta, pues al ser esos terrenos los más altos de las islas, también sobre ellos se asentaron todas las construcciones y la mayor parte de las actividades antrópicas. Durante la primera mitad del siglo XX el monte blanco fue apeado para destinar los albardones a la actividad frutihortícola. Ya en la segunda mitad de dicho siglo, y hasta la actualidad, la economía isleña se orientó hacia una intensa producción forestal de salicáceas (Salix y Populus), constituyendo una de las mayores áreas en el mundo plantadas con salicáceas, aunque para fines de ese siglo, y durante el siglo XXI, se presenta una reducción en su extensión activa causada por la persistente emigración de pobladores isleños rumbo a las ciudades continentales.
La forestación es la principal actividad económica de las islas del bajo delta; se efectúa en terrenos altos o bien drenados, especialmente la de álamos, por lo que la selva nativa es extirpada completamente. Esta actividad reemplazó a la primitiva de plantaciones frutícolas (manzana, durazno, ciruela, naranjas, limones, etc.) la cual no pudo competir con la que posteriormente se emplazó en sectores continentales que bordeaban el delta medio. La forestación ha causado profundas alteraciones en la biota y el paisaje original, el cual fue reconvertido a un mosaico de pequeños parches de origen natural rodeados de nuevos ambientes de origen antrópico: zanjas, canales, diques, caminos, terraplenes, polders, etc.), conjuntamente con plantaciones activas y otras abandonadas.
La dinámica de la salicultura (corte de cuadros forestales de muchas hectáreas cada 8 a 10 años, sumado a la presencia de alimento, agua, y relativa tranquilidad, hace que en ellas encuentren un buen refugio las especies de aves y mamíferos amenazados característicos de la región.

### Caza, desmonte y colecta
Las especies emblemáticas del monte blanco son objeto de caza “deportiva” o como recurso alimenticio por los pobladores locales.
La sobrepesca llevó a la extinción local al pacú (Piaractus mesopotamicus), lo cual también afectó a las especies arbóreas del monte blanco de las cuales este pez era el encargado de diseminarlas, dispersando las semillas luego de alimentarse de sus frutos cuando estos caían al agua o eran arrastrados a los arroyos luego de las sudestadas.
Las especies arbóreas de mejor madera son frecuentemente apeadas en los pocos lugares en que sobreviven. Ya desde la época precolombina, en la cual estas islas eran habitadas por tribus de amerindios canoeros, estos construían sus embarcaciones utilizando la corteza de los gigantescos timbóes colorados.
Los escasos relictos remanentes sufren la presión de colectores de plantas, los que retiran de ellos ejemplares de las especies ornamentales para ser luego comercializadas. Padecen este tipo de cosecha especialmente la orquídea epifita y los helechos terrestres.

## Conservación
El monte blanco es la selva más austral entre las selvas subtropicales americanas. Antaño cubría los albardones de las islas del delta inferior del río Paraná, y algunos sectores restringidos de la costa bonaerense del Río de la Plata superior y las desembocaduras de los cursos de agua en el mismo.
Desde el comienzo de la colonización occidental del delta inferior, estas selvas han sido profundamente afectadas. Se encuentran en íntimo contacto con el segundo cordón urbano-industrial del Hemisferio sur, por lo que la alteración de este ecosistema forestal es muy acentuada, persistiendo sólo en contados relictos de reducida superficie pero de gran valor ecológico, pero que tampoco pudieron mantener un estado medianamente prístino.
En las tierras que otrora ocupaba el monte blanco hoy se asientan forestaciones madereras, urbanizaciones, y bosques secundarios dominados por especies exóticas, que invaden las áreas luego del abandono de las actividades antrópicas, así como también las escasas reservas naturales erigidas, que sufren importantes procesos de alteración o degradación, en algunos casos irreversibles, sin que se haya logrado llevar a cabo algún tipo de compensación o mitigación.

### Áreas bajo protección
Para evitar la destrucción total de este ecosistema, se ha creado una serie de áreas de reserva con distintos grados de protección y carácter jurídico.: 288 

#### Provincia de Buenos Aires
- Reserva natural Otamendi[121]
- Reserva natural de uso múltiple Río Luján
- Reserva natural Paraná Guazú, incorporada con la sanción del Decreto 461/11.
- Reserva natural integral Delta en Formación, que comprende las islas, bancos y aguas del frente de avance del Delta inferior bonaerense sobre el Río de la Plata, e incorpora automática y progresivamente las tierras aluvionales que surjan entre los límites prefijados;
- Parque natural municipal Ribera Norte, en San Isidro.[122]
- Reserva ecológica de Vicente López, en el partido homónimo.
- Reserva natural integral Punta Lara, en Ensenada. Fue creada en la década de 1950 para proteger la porción más austral de esas selvas marginales.[123][124]
- Reserva natural de uso múltiple Isla Botija, ubicada en las islas del partido de Zárate;[125]
- Reserva de biosfera Delta del Paraná, creada por Ordenanza N.º 7470/00 del municipio de San Fernando.[126][127]
- Reserva natural de objetivo definido Isla Martín García, La Plata;

#### Ciudad de Buenos Aires
- Reserva ecológica Ciudad Universitaria
- Costanera Sur